# 大阪市交通局30系電車
大阪市交通局30系電車（おおさかしこうつうきょく30けいでんしゃ）は、1967年（昭和42年）から1984年（昭和59年）まで製造され、大阪市交通局で使用されていた地下鉄（高速電気軌道）用通勤形電車である。
本記事では30系に編入された7000・8000形、および北大阪急行電鉄7000・8000形（初代）についても併せて記述する。

## 概要

### 7000・8000形の登場
1967年3月24日に2号線・谷町線 東梅田駅 - 谷町四丁目駅間 (3.5 km) 、同年9月30日に4号線・中央線 谷町四丁目駅 - 森ノ宮駅間 (1.3 km) が開業した。保安装置である地上信号方式のWS-ATC・列車集中制御装置 (CTC) を市営地下鉄で初採用した。
この開業用に2両編成9本 (7001F - 7009F) が新たに製造される。車体長は最大の18mで4つの両開き扉を備える。車体は構体が普通鋼で外板が無塗装のステンレス鋼であるスキンステンレス（セミステンレス）車体とした。本形式は30系の実質的な試作車両の役割を担っていた。

### 万博輸送に向けて
1970年（昭和45年）3月14日（一般公開開始は翌15日）より180日間の日程で千里丘陵で日本万国博覧会（大阪万博 EXPO'70）が開催されることとなり、これに対応すべく大阪市は6路線で総延長64.2kmの新線建設を含む地下鉄網整備緊急5カ年計画を立案し、日本国有鉄道（国鉄）大阪環状線内の地下鉄網の緊急整備と路面電車網の全廃、それに当時東海道新幹線との連絡駅である新大阪駅まで到達していた大阪市交通局高速電気軌道1号線を江坂駅まで延伸、そこから先を大阪府や阪急電鉄などが出資した第3セクターである北大阪急行電鉄が万国博中央口駅まで建設し、1号線と北大阪急行電鉄の間で相互乗り入れ運転とすることで万博会場へのメインアクセス機関とすることが決定された。
この際、大阪市交通局では新線建設に伴う車両の所要増を充足すべく新造車両の投入が実施されることとなった。
しかし、当時の1号線では開業以来の100形を筆頭とする吊り掛け駆動方式の17m級片開き3扉車が、50系などの17m級両開き3扉WNドライブ車と混用されていた。混雑対策としては、開業当時に計画されていたとおり増結に次ぐ増結で対処されていたものの、これも1964年9月の新大阪延長に伴う8両編成化で施設面からは計画の予定上限に達し、さらに朝および夕方ラッシュの運行間隔も、旧式の打子式ATSや各形式の加減速性能の相違などにより、最短2分15秒で頭打ちと既に輸送力の限界に到達しており、単純な新車の増備では想定される万博観客輸送に対応しきれないことが明白であった。
ここで当時の大阪市交通局局長であった、今岡鶴吉は1967年（昭和42年）12月に一つの決断を下した。それは、『最新（1967年当時）のWS-ATCに対応する新型18m級4扉車を一挙に240両新造して1号線へ集中投入し、予想される万博観客輸送に対応しよう』というものであった。
これにより、戦時中の酷使もあって老朽化が進行し故障頻度が増大していた、1号線在籍の1000形以前の吊り掛け駆動車の全車置換えが可能となった。さらに車齢が若く充分な走行性能を備える1100形以降のWNドライブ車を、輸送密度の低い2号線以下の各線に全車転用することで、当時延伸計画が急ピッチで進められていたそれらの線区の車両需要が満たされ、しかもATC化された1号線で運用する車両を、すべて収容力の大きく扉数も多い新型車両で統一することで、運行間隔の短縮と運用の効率化を実現して、必要となる車両の総数を当初計画より大きく削減しつつ実質的な輸送力の増大を図ることが可能となった。
この計画に基づき、2号線（谷町線）と4号線（中央線）に新製投入されていた7000・8000形を基本設計としつつ、その後の運用実績を踏まえて改設計を行った上で製造されたのが本系列である（7000・8000形は改造・中間車増結して改番編入）。
本系列は2・4号線から転属となった7000・8000形からの編入車18両を含め、8両編成28本分で合計224両が製造され、これに加え同一設計であった北大阪急行電鉄の7000形ステンレス車40両、8000形（初代）アルミ車16両の8両編成7本分で合計56両の製造分を合わせ8両編成35本280両がそろい、万博開幕に備えた。

### 最大勢力へ
万博終了後に北大阪急行電鉄7000・8000形56両を購入した上で編入され、さらに1974年（昭和49年）以降の新線開業に伴う所要増に対応して「新30系」83両が追加製造された。この結果、車両総数は363両、御堂筋線が9両編成化された1987年（昭和62年）4月当時において4路線合計で56編成に達し、後継系列となる新20系（5系列合計で560両87編成）がこの記録を破るまで局内最大勢力であった。車両数ではアルミ車が27編成198両(うち新30系38両)、ステンレス車が31編成165両(うち新30系45両)の内訳で、車両数はアルミ車、編成数はステンレス車の方が多い。
大阪市営地下鉄の第三軌条5路線に投入され、そのうちアルミ車は四つ橋線以外の4路線で、ステンレス車は千日前線以外の4路線で運用された。
本系列以降の大阪市営地下鉄の新造車は、阪急電鉄との乗り入れ協定の関係から3扉車と統一されている堺筋線用と、走行設備が根本的に異なる長堀鶴見緑地線・今里筋線用を除く第三軌条集電の各線向け車両が全て18m級4扉車で統一され、輸送力増強と規格統一による保守費用の削減、それに柔軟な車両運用に大きく貢献している。

## 車体
車両長18mのアルミニウム合金またはステンレス鋼製の車体を備える。
スキンステンレス車体は本系列の前身である7000・8000形が、アルミ車体は本系列がそれぞれ大阪市営地下鉄での初採用である。
1つの車両系列に2つの車体構造が採用されたのは、当時ステンレス車体もアルミ車体もその製造技術においては発展途上にあり、あえて比較検討をするためであったとされる。もっとも、車両調達を公開入札による大阪市交通局の場合、特定の製造会社でしか製造できない構造のみを採用することは叶わず、2種類の構造を併用することで入札の門戸を広くし、より多くの製造会社を製造に参加させることで万博開幕までの短期間での車両増備完遂を可能とする意図があった。
窓配置は運転台付きの車両がdD2D2D2D1（d：乗務員扉、D：客用扉）、中間車が1D2D2D2D1で、片側面に各4カ所設けられた客用扉は一般的な1,300mm幅の両開き扉とされ、戸袋窓は省略、扉間の2枚の窓は上段下降・下段上昇式の田の字模様ユニットサッシが採用された。
扉位置は軽量化のため開口部が台枠の台車ボルスタ位置を避けて決定されており、これにより強度保持に必要な梁の本数や太さを最小限とすることで大幅な軽量化を実現した。
屋根の断面形は製造工程を簡易にするために単一曲率の単純な形状が選択され、通風装置については1000形1020以降の在来車と同様、屋根上に通風ダクトが設けられ、ファンデリアがそれぞれ運転台付き車両は7基、中間車は8基設置された。また、照明はグローブを廃止して蛍光灯を直接露出させる方式とし、灯数を在来車の3列40灯から2列22灯（中間車は24灯）に削減した。
前面はATCの車上機器設置のために左側の窓が小さくなり、その下に番号板が取り付けられた。その一方で8両固定編成での使用を前提に貫通路幅が700mmから610mmに縮小され、さらに7000・8000形では左側窓上に設けられていた列車番号表示器が30系新造車では廃止されて1段下がっていた窓そのものの寸法が拡大され、左右の前面窓の上辺がそろえられており、「前面は左右対称」という考えが一般的だった当時では画期的なデザインといわれた。なお、7000・8000形からの編入車の列車番号表示器は編入時に撤去され、窓は塞がれた。
8両固定編成は、構内運転用に4・5両目の中間車（3300形と3600形）に簡易運転台を設置しており、3000-3100-3200-3300をA編成、3600-3700-3400-3500をB編成として、通常はA+Bの8両編成で使用された。また7000・8000形に中間車2両を編入し、3000-3700-3400-3500の4両で組成された編成はC編成と呼ばれ、前面に幌枠を付けた上で4両編成を2本連結して8両編成単位で運用されたが、A+B編成が半分ずつ定期検査される際には、C編成を分割して4両編成として、A+CまたはC+B編成として使用され、貫通可能な運転台構造を最大限に有効活用された。
警笛は当時通勤車両で一般に使われていたタイフォンが装備された。なお、1975年以降の増備車から独特の低音を発する電子ホーンとなり、従来車も1989年以降順次更新されたが、更新されずに廃車した車両も存在した。
座席は全てロングシートである。1973年までに新製製造された車両は先行製造の7000・8000形の仕様を踏襲し、人間工学に従って設計されたFRP製の枠に発泡ウレタンを詰め物として使用し、ビニールレザーを張った座席を備えていたが、特に夏場には非冷房車であることも手伝って、汗で滑ったりべとついたりしたため、乗客からは大変な不評を買い、1975年以降製造の増備車では通常のソファータイプモケット張り座席に変更され、既存車両についても順次、全数がモケット張り座席に交換されている。また、1975年製造車からは暖房装置の設置（1975年製の一部は当初準備工事のみ）が行われたほか、全ての車両の貫通路に引き戸が設けられ（同時に貫通路は広幅をやめて一般的な幅になった）、在来車についても暖房の設置と同時に一般的な幅の外付け式の引き戸が設置され、設置する車両と連結する引き戸未設置の車両についても貫通路幅の縮小改造を実施した。
車体は腐食の心配がないことから、最初御堂筋線に配置された際には全くの無塗装で使用された。その後、路線ごとのラインカラーを使用した案内を行うために、まず前面貫通扉が塗装され、次いで側面窓下に帯が入るようになった。色は御堂筋線がクリムソンレッド（■）、谷町線がロイヤルパープル（■）、四つ橋線がビクトリアブルー（■）、中央線がスペクトリウムグリーン（■）、千日前線がチェリーローズ（■）である。後に地上区間がある御堂筋線、中央線では保線員などの視認性向上のために警戒色を兼ねて前面ライト周りにも帯が入れられた。
なお、側面帯は側窓下部のみとされ、扉部分には入れられていなかった。また、ドア間には中央に1つずつ、片側に計3つの市営地下鉄シンボルマークが帯内に入っていた。ただし谷町線や四つ橋線に在籍していた冷房改造車は、冷房改造時にこれとは異なる帯に変更されていた（後述）。

## 主要機器

### 主電動機
全電動車方式であった50系とは異なり、8両編成で中間に主電動機を持たない付随車を2両挿入して6M2T編成で使用することが当初より計画されていた。このため、定格出力を従来比33%アップとした、補極付きの直流直巻式電動機である東芝SE-540が7000・8000形に引き続き採用されている。
駆動方式は大阪市交通局標準のWNドライブで、歯数比は6000形以来の103:14=7.36である。

### 主制御器
主制御器として日立製作所製多段電動カム軸式制御器であるMMC-HTB-20Dを搭載する。
これは基本的には電動車2両分で8基の主電動機を1基の主制御器で制御する、1C8M方式を前提とする主回路構成となっている。だが、線区の輸送需要によっては端数が出る可能性があったことから、将来の転用を考慮して電動車1両での運用に備え、1C4M制御も可能なように主回路構成に工夫が凝らされている。
この制御器も6000形で初採用された日立製作所MMC-HTB-20A・20A1を改良した、7000・8000形用のMMC-HTB-20Bをさらに改良したもので、段数はMMC-HTB-20Bと同じく限流ノッチ1段・直列11段・並列8段・弱め界磁4段・電制17段となっている。

### 台車
実際に採用された台車の型番は以下のとおり。
- 住友金属工業FS-366（スキンステンレス電動車用）
- 366A（アルミ電動車用）
- 066（スキンステンレス付随車用）
- 066A（アルミ付随車用）

- 日立製作所KH-54（スキンステンレス電動車用）
- 54B（アルミ電動車用）
- 62（スキンステンレス付随車用）
- 62A（アルミ付随車用）が採用された。

これらの内、FS-366とKH-54はスキンステンレス車であった7000・8000形のものをそのまま踏襲しているが、異なる箇所がある。異なる箇所はアルミ車用の各形式は軽量化の徹底を目的として各部材の板厚を薄くし、ばねを定数の低いものとしている点であり、その影響で重いスキンステンレス車には使用できない点である。また、付随車用4形式はいずれも主電動機支持架を省略するだけではなく軸距を100mm短縮して2,100mmとし、車輪径も860mmから762mmとするなど、徹底して軽量化が図られており、その一方で車体が軽すぎて揺動が抑えきれないのを防止するため、電動車用にはない枕ばねへのオイルダンパ追加が実施されている。
住友金属工業FS-366は、6100形で採用された1自由度系のノースイング・ハンガー台車である住友金属工業FS-359の設計を継承する、全溶接構造オールコイルばね台車である。

### ブレーキ
旧6100形までのHSC-D電磁直通ブレーキに代えて、7000・8000形で採用された電気指令式ブレーキ（局内呼称OEC-1形・三菱電機製MBS）が引き続いて採用されている。
このシステムは従来運転台のブレーキ弁から電気信号と空気圧で指令されていたブレーキ操作を、常用3本、非常1本、それにグランド1本の5本の信号線を編成全体の1往復半引き通して伝達することで応答性の向上を実現するもので、常用は3本の信号線を3ビットのデータバスと見なして7段の指令を行い、更なる簡素化を実現している。

## 形式と編成
本系列を構成する各車両の形式は以下の通りであり、各車両番号は4桁の数字で示される。編成の向きは御堂筋線を基準にして示す。
| ↑北                      | |
| 3000形 (M1c)             | 江坂方制御電動車。 主制御器と集電靴2セットを搭載する。隣接する電動車（M2車）とユニットを組むのが基本であるが、御堂筋線C編成の場合のみ単独電動車として機能した。 |
| 3100形 (M2)              | 中間電動車。電動発電機 (MG) 、空気圧縮機 (CP) を搭載。 |
| 3800形 (T)               | 付随車。 御堂筋線での運用最末期に実施された9両編成化の際に第26・27編成を分解し、両編成の3026・3027・3527を除く各車を改造して各編成へ組み込まれた。              |
| 3200形 (M1)              | 中間電動車。 主制御器と集電靴2セットを搭載する。 |
| 3300形 (M'2eあるいはM2e) | 中間電動車。 蓄電池と電動発電機 (MG) 、空気圧縮機 (CP) を搭載。中百舌鳥方の車端部には簡易運転台が設置されているが、千日前線転用車のみ簡易運転台を撤去している。 |
| 3600形 (T')              | 付随車。 江坂方の車端部に簡易運転台が設置されている。 |
| 3700形 (T)               | 付随車。 冷房化改造時にMGが搭載された。 |
| 3400形 (M1)              | 中間電動車。 主制御器と集電靴2セットを搭載する。 |
| 3500形 (M'2ec)           | 中百舌鳥方制御電動車。 CP、蓄電池、集電靴1セット（運転台側のみ）を搭載する。冷房改造前はMGも搭載されていた。                                                    |
| ↓南                      | |

- 「ユニット」とは主制御器や電動発電機、空気圧縮機などの主要機器を各車両に分散搭載した編成単位のこと。
- 「e」は蓄電池搭載車を表す、大阪市交通局独自の記号。

編成は前述の通り電動車6両と付随車2両による8両編成を基本に計画されており、以下の通り各線の輸送状況に応じて車両数を加減している。
御堂筋線での新製投入段階では8両編成を4両単位でそれぞれA（江坂方のみ運転台付き）・B（あびこ方のみ運転台付き）・C（両端に前面貫通路幅の広い運転台付きの旧7000・8000形を連結）編成と呼称し、A+B編成を基本としつつ、検査時や事故時などにはA+C編成あるいはC+B編成として運用可能としていた。
■:先頭車 ■:簡易運転台付き中間車 ■:電動車
| 3000 | 3100 | 3200 | 3300 |
| M1c  | M2   | M1   | M'2e |

| 3600 | 3700 | 3400 | 3500 |
| T'   | T    | M1   | M2ec |

| 3000 | 3700 | 3400 | 3500 |
| M1c  | T    | M1   | M2ec |

## 製造時期による車種分類

### 7000・8000形編入車（1967年）
7001F - 7009F
1967年（昭和42年）に製造され、当初7000・8000形と付番されていた車両を、1968年から1969年までにそれぞれ3000・3500形として本系列に編入したグループである。このため7000・8000形は新製製造からわずか2年で形式消滅となった。基本的には単独の編成（=2両編成）で運用していたが、7000・8000形の末期には2編成連結した4両編成で運用されることもあった。
当初は2・4・5号線用として運用することを計画されたが、実際は2・4号線で運用を開始された。
前述のとおり、運転台側妻面貫通扉幅が700mmと貫通路常用を前提に設計されており、その分運転台が狭い。また、先頭車運転台寄りの連結器は電気連結器を採用していた。
前面左側窓上に運行番号表示器が設置されていたが、大阪市交通局では乗務員がこの表示を使用することはあまりなかったため、30系への編入時に運行番号表示器は撤去され、蓋状のステンレス板で塞がれた。また、7000・8000形では側面の車両番号表示が最初から30系として落成したものとは異なり、両端のドア寄りの片側2箇所に表示していた（最初から30系として落成した車両は車体側面中央の1箇所のみ表示）が、これは30系に編入後も片側2箇所表示のまま、廃車まで変更されなかった。
車内も網棚が戸袋部のみにあり、側窓天地寸法が最初から30系として落成したものと比較して50mm背が高いなどの差異がある。7006・8006の2両は、ファンデリアが試験的に千鳥配置とされたため、屋根上の通風ダクトが2列に変更されている。
7007F(→3007F→3071F)はATO試験車で対応機器が設置されていたが、これは御堂筋線への転属に際し50系の5070Fに移設されている。
客用扉は製造当初窓の四隅が角ばったスケルトンドアであった。経年による老朽化のため、1988年頃に後述の新30系で採用された窓の四隅が丸みを帯びているハニカムドア（窓ガラスはもともと大型化されている）へ更新されている。
| 谷町線 編成一覧（1967年 - 1969年） |          |      |      |           |        |
| 中央線 |          |      |      |           |        |
| \| 車体 \| 編成番号 \| 7000 \| 8000 \| 竣工日 \| 製造所[2] \| \| 車体 \| 編成番号 \| M1c \| M2ec \| 竣工日 \| 製造所[2] \| \| ステンレス \| 7001F \| 7001 \| 8001 \| 1967.2.20 \| 近車 \| \| ステンレス \| 7002F \| 7002 \| 8002 \| 1967.2.20 \| 近車 \| \| ステンレス \| 7003F \| 7003 \| 8003 \| 1967.2.20 \| 近車 \| \| ステンレス \| 7004F \| 7004 \| 8004 \| 1967.2.20 \| 近車 \| \| ステンレス \| 7005F \| 7005 \| 8005 \| 1967.2.20 \| ナニワ \| \| ステンレス \| 7006F \| 7006 \| 8006 \| 1967.2.20 \| 東急 \| \| ステンレス \| 7007F \| 7007 \| 8007 \| 1967.8.7 \| 近車 \| \| ステンレス \| 7008F \| 7008 \| 8008 \| 1967.8.7 \| ナニワ \| \| ステンレス \| 7009F \| 7009 \| 8009 \| 1967.8.7 \| 東急 \| \| 車体 \| 編成番号 \| 3000 \| 3500 \| 竣工日 \| 製造所 \| \| 車体 \| 編成番号 \| M1c \| M2ec \| 竣工日 \| 製造所 \| \| アルミ \| 3008F \| 3008 \| 3508 \| 1968.6.7 \| 川車 \| |          |      |      |           |        |
| 車体 | 編成番号 | 7000 | 8000 | 竣工日    | 製造所 |
| 車体 | 編成番号 | M1c  | M2ec | 竣工日    | 製造所 |
| ステンレス | 7001F    | 7001 | 8001 | 1967.2.20 | 近車   |
| ステンレス | 7002F    | 7002 | 8002 | 1967.2.20 | 近車   |
| ステンレス | 7003F    | 7003 | 8003 | 1967.2.20 | 近車   |
| ステンレス | 7004F    | 7004 | 8004 | 1967.2.20 | 近車   |
| ステンレス | 7005F    | 7005 | 8005 | 1967.2.20 | ナニワ |
| ステンレス | 7006F    | 7006 | 8006 | 1967.2.20 | 東急   |
| ステンレス | 7007F    | 7007 | 8007 | 1967.8.7  | 近車   |
| ステンレス | 7008F    | 7008 | 8008 | 1967.8.7  | ナニワ |
| ステンレス | 7009F    | 7009 | 8009 | 1967.8.7  | 東急   |
| 車体 | 編成番号 | 3000 | 3500 | 竣工日    | 製造所 |
| 車体 | 編成番号 | M1c  | M2ec | 竣工日    | 製造所 |
| アルミ | 3008F    | 3008 | 3508 | 1968.6.7  | 川車   |

- 斜字:3008F先行製造車

### 30系新造車（1968年 - 1970年）

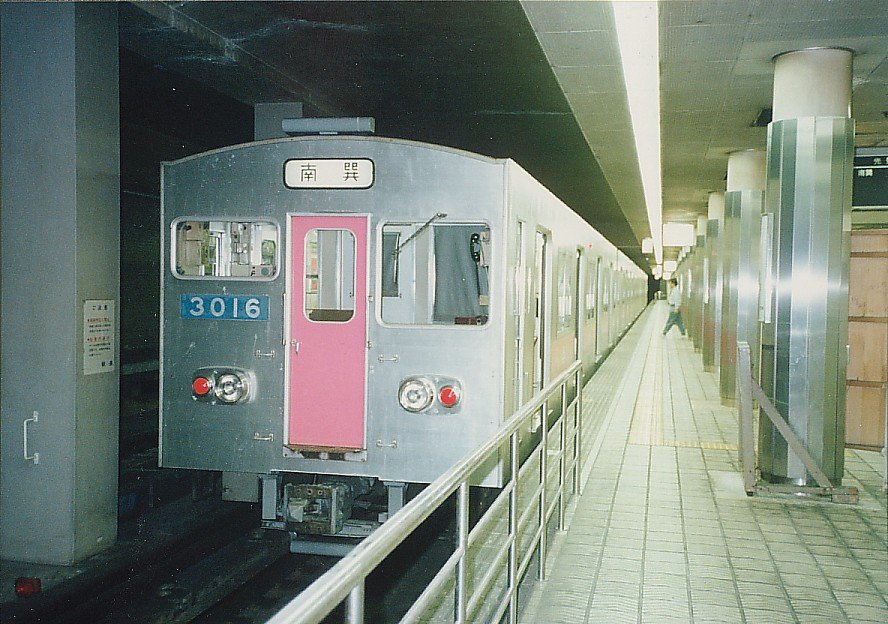
3016形（アルミ車）
7000・8000形編入車と比較して貫通扉が狭い

1968年
3001F - 3004F
3105・3205・3305・3605・3705・3405
3106・3206・3306・3606・3706・3406
3008F・3009F・3014F
1970年の大阪万博に備え、1968年から量産されたグループ。基本設計は7000・8000形に準ずるが、7000・8000形とは異なり、併結運転は考慮しておらず、8両固定編成での使用を前提としたため、電気連結器は採用されず、前面貫通扉の幅は550mmと狭く、扉窓は小さい。このグループから車内の網棚が扉間にわたって設置されるようになったため側窓の天地寸法が縮小され、側扉の窓ガラスは子供の事故防止のために小型化された。側面車号板についても7000・8000形の片側2カ所から1箇所に変更されている。
車体は7000・8000形同様のスキンステンレス構造 (3001 - 3004F) と、設計時に比較検討されていた軽合金構造（オールアルミ車：3008 - 3025F）が採用された。
アルミ車体の先行製造車となった3008Fは当初2両編成で2・4号線に投入され、7000・8000形と共通の運用に充当された。以後の本グループは、全て御堂筋線に新造配置されている。
30系は前述の通り万博輸送対応のため、7000・8000形についても中間車を新造し御堂筋線へ転用された。この時、7005F・7006Fは、中間車を6両新造して8両編成（3005F・3006F：A+B編成と称した）となる。
1969年
3107・3207・3307・3607・3707・3407
3108・3208・3308・3608・3708・3408
3794・3494 - 3799・3499
3010F - 3013F・3015F - 3017F・3019F - 3024F
1969年に製造された車両から前面貫通扉の幅は610mmに変更され、扉の窓も縦長になる。7007Fは中間車6両を新造して8両編成化（3007F：A+B編成）され、7001F - 7004Fと7008F・7009Fについては、中間車2両を新造して4両編成 (3094F - 3099F) となり（C編成と称した）、通常は3094F+3095Fのように2本を組んで、8両編成として使用された。
2両編成の3008Fも中間車6両を新造して8両編成化され、御堂筋線へ転属となっている。
1970年
3018F・3025F
この2編成の増備で30系は7000・8000形編入車を含め224両となり、北大阪急行7000・8000形56両を合わせ280両の増備が万博開幕前に完了する。
編成番号は必ずしも製造順と一致していない。
| 御堂筋線 編成一覧（1970年） |          |          |            |      |      |            |           |      |      |            |            |               |              |
| \| 車体 \| 編成種別 \| 編成番号 \| 3000 \| 3100 \| 3200 \| 3300 \| 3600 \| 3700 \| 3400 \| 3500 \| 竣工日 \| 製造所 \| 備考 \| \| 車体 \| 編成種別 \| 編成番号 \| M1c \| M2 \| M1 \| M'2e \| T' \| T \| M1 \| M2ec \| 竣工日 \| 製造所 \| 備考 \| \| ステンレス \| A+B編成 \| 3001F \| 3001 \| 3101 \| 3201 \| 3301 \| 3601 \| 3701 \| 3401 \| 3501 \| 1968.7.23 \| 近車 \| 新製配置 \| \| ステンレス \| A+B編成 \| 3002F \| 3002 \| 3102 \| 3202 \| 3302 \| 3602 \| 3702 \| 3402 \| 3502 \| 1968.7.8 \| ナニワ \| 新製配置 \| \| ステンレス \| A+B編成 \| 3003F \| 3003 \| 3103 \| 3203 \| 3303 \| 3603 \| 3703 \| 3403 \| 3503 \| 1968.10.11 \| 東急 \| 新製配置 \| \| ステンレス \| A+B編成 \| 3004F \| 3004 \| 3104 \| 3204 \| 3304 \| 3604 \| 3704 \| 3404 \| 3504 \| 1968.10.25 \| 東急 \| 新製配置 \| \| ステンレス \| A+B編成 \| 3005F \| 7005 →3005 \| \| \| \| \| \| \| 8005 →3505 \| 1967.2.20 \| ナニワ \| 元7005F+30系 \| \| ステンレス \| A+B編成 \| 3005F \| \| 3105 \| 3205 \| 3305 \| 3605 \| 3705 \| 3405 \| \| 1968.8.26 \| ナニワ \| 元7005F+30系 \| \| ステンレス \| A+B編成 \| 3006F \| 7006 →3006 \| \| \| \| \| \| \| 8006 →3506 \| 1967.2.20 \| 東急 \| 元7006F+30系 \| \| ステンレス \| A+B編成 \| 3006F \| \| 3106 \| 3206 \| 3306 \| 3606 \| 3706 \| 3406 \| \| 1968.11.25 \| 東急 \| 元7006F+30系 \| \| ステンレス \| A+B編成 \| 3007F \| 7007 →3007 \| \| \| \| \| \| \| 8007 →3507 \| 1967.8.7 \| 近車 \| 元7007F+30系 \| \| ステンレス \| A+B編成 \| 3007F \| \| 3107 \| 3207 \| 3307 \| 3607 \| 3707 \| 3407 \| \| 1969.6.25 \| ナニワ \| 元7007F+30系 \| \| アルミ \| A+B編成 \| 3008F \| 3008 \| \| \| \| \| \| \| 3508 \| 1968.6.7 \| 川車 \| 新製配置 \| \| アルミ \| A+B編成 \| 3008F \| \| 3108 \| 3208 \| 3308 \| 3608 \| 3708 \| 3408 \| \| 1969.9.2 \| 川重 \| 新製配置 \| \| アルミ \| A+B編成 \| 3009F \| 3009 \| 3109 \| 3209 \| 3309 \| 3609 \| 3709 \| 3409 \| 3509 \| 1968.12.23 \| 川車 \| 新製配置 \| \| アルミ \| A+B編成 \| 3010F \| 3010 \| 3110 \| 3210 \| 3310 \| 3610 \| 3710 \| 3410 \| 3510 \| 1969.8.5 \| 川重 \| 新製配置 \| \| アルミ \| A+B編成 \| 3011F \| 3011 \| 3111 \| 3211 \| 3311 \| 3611 \| 3711 \| 3411 \| 3511 \| 1969.9.30 \| 川重 \| 新製配置 \| \| アルミ \| A+B編成 \| 3012F \| 3012 \| 3112 \| 3212 \| 3312 \| 3612 \| 3712 \| 3412 \| 3512 \| 1969.10.28 \| 川重 \| 新製配置 \| \| アルミ \| A+B編成 \| 3013F \| 3013 \| 3113 \| 3213 \| 3313 \| 3613 \| 3713 \| 3413 \| 3513 \| 1969.12.9 \| 川重 \| 新製配置 \| \| アルミ \| A+B編成 \| 3014F \| 3014 \| 3114 \| 3214 \| 3314 \| 3614 \| 3714 \| 3414 \| 3514 \| 1968.12.28 \| 近車 \| 新製配置 \| \| アルミ \| A+B編成 \| 3015F \| 3015 \| 3115 \| 3215 \| 3315 \| 3615 \| 3715 \| 3415 \| 3515 \| 1969.7.23 \| 近車 \| 新製配置 \| \| アルミ \| A+B編成 \| 3016F \| 3016 \| 3116 \| 3216 \| 3316 \| 3616 \| 3716 \| 3416 \| 3516 \| 1969.9.13 \| 近車 \| 新製配置 \| \| アルミ \| A+B編成 \| 3017F \| 3017 \| 3117 \| 3217 \| 3317 \| 3617 \| 3717 \| 3417 \| 3517 \| 1969.11.11 \| 近車 \| 新製配置 \| \| アルミ \| A+B編成 \| 3018F \| 3018 \| 3118 \| 3218 \| 3318 \| 3618 \| 3718 \| 3418 \| 3518 \| 1970.1.14 \| 近車 \| 新製配置 \| \| アルミ \| A+B編成 \| 3019F \| 3019 \| 3119 \| 3219 \| 3319 \| 3619 \| 3719 \| 3419 \| 3519 \| 1969.6.12 \| 日車 （東京） \| 新製配置 \| \| アルミ \| A+B編成 \| 3020F \| 3020 \| 3120 \| 3220 \| 3320 \| 3620 \| 3720 \| 3420 \| 3520 \| 1969.7.8 \| 日車 （東京） \| 新製配置 \| \| アルミ \| A+B編成 \| 3021F \| 3021 \| 3121 \| 3221 \| 3321 \| 3621 \| 3721 \| 3421 \| 3521 \| 1969.8.20 \| 日車 （東京） \| 新製配置 \| \| アルミ \| A+B編成 \| 3022F \| 3022 \| 3122 \| 3222 \| 3322 \| 3622 \| 3722 \| 3422 \| 3522 \| 1969.10.13 \| 東急 \| 新製配置 \| \| アルミ \| A+B編成 \| 3023F \| 3023 \| 3123 \| 3223 \| 3323 \| 3623 \| 3723 \| 3423 \| 3523 \| 1969.11.25 \| 日車 （東京） \| 新製配置 \| \| アルミ \| A+B編成 \| 3024F \| 3024 \| 3124 \| 3224 \| 3324 \| 3624 \| 3724 \| 3424 \| 3524 \| 1969.12.22 \| 日車 （東京） \| 新製配置 \| \| アルミ \| A+B編成 \| 3025F \| 3025 \| 3125 \| 3225 \| 3325 \| 3625 \| 3725 \| 3425 \| 3525 \| 1970.1.28 \| 日車 （東京） \| 新製配置 \| \| 車体 \| 編成種別 \| 編成番号 \| 3000 \| 3700 \| 3400 \| 3500 \| \| \| \| \| 竣工日 \| 製造所 \| 備考 \| \| 車体 \| 編成種別 \| 編成番号 \| M1c \| T \| M1 \| M2ec \| \| \| \| \| 竣工日 \| 製造所 \| 備考 \| \| ステンレス \| C編成 \| 3094F \| 7001 →3094 \| \| \| 8001 →3594 \| \| \| \| \| 1967.2.20 \| 近車 \| 元7001F+30系 \| \| ステンレス \| C編成 \| 3094F \| \| 3794 \| 3494 \| \| 1969.2.20 \| \| \| \| \| 近車 \| 元7001F+30系 \| \| ステンレス \| C編成 \| 3095F \| 7002 →3095 \| \| \| 8002 →3595 \| \| \| \| \| 1967.2.20 \| 近車 \| 元7002F+30系 \| \| ステンレス \| C編成 \| 3095F \| \| 3795 \| 3495 \| \| 1969.2.20 \| \| \| \| \| 近車 \| 元7002F+30系 \| \| ステンレス \| C編成 \| 3096F \| 7003 →3096 \| \| \| 8003 →3596 \| \| \| \| \| 1967.2.20 \| 近車 \| 元7003F+30系 \| \| ステンレス \| C編成 \| 3096F \| \| 3796 \| 3496 \| \| 1969.3.11 \| \| \| \| \| 近車 \| 元7003F+30系 \| \| ステンレス \| C編成 \| 3097F \| 7004 →3097 \| \| \| 8004 →3597 \| \| \| \| \| 1967.2.20 \| 近車 \| 元7004F+30系 \| \| ステンレス \| C編成 \| 3097F \| \| 3797 \| 3497 \| \| 1969.3.11 \| \| \| \| \| 近車 \| 元7004F+30系 \| \| ステンレス \| C編成 \| 3098F \| 7008 →3098 \| \| \| 8008 →3598 \| \| \| \| \| 1967.8.7 \| ナニワ \| 元7008F+30系 \| \| ステンレス \| C編成 \| 3098F \| \| 3798 \| 3498 \| \| 1969.3.26 \| 東急 \| \| \| \| \| 元7008F+30系 \| \| ステンレス \| C編成 \| 3099F \| 7009 →3099 \| \| \| 8009 →3599 \| \| 東急 \| \| \| \| 1967.8.7 \| 元7009F+30系 \| \| ステンレス \| C編成 \| 3099F \| \| 3799 \| 3499 \| \| 1969.3.26 \| 近車 \| \| \| \| \| 元7009F+30系 \| |          |          |            |      |      |            |           |      |      |            |            |               |              |
| 車体 | 編成種別 | 編成番号 | 3000       | 3100 | 3200 | 3300       | 3600      | 3700 | 3400 | 3500       | 竣工日     | 製造所        | 備考         |
| 車体 | 編成種別 | 編成番号 | M1c        | M2   | M1   | M'2e       | T'        | T    | M1   | M2ec       | 竣工日     | 製造所        | 備考         |
| ステンレス | A+B編成  | 3001F    | 3001       | 3101 | 3201 | 3301       | 3601      | 3701 | 3401 | 3501       | 1968.7.23  | 近車          | 新製配置     |
| ステンレス | A+B編成  | 3002F    | 3002       | 3102 | 3202 | 3302       | 3602      | 3702 | 3402 | 3502       | 1968.7.8   | ナニワ        | 新製配置     |
| ステンレス | A+B編成  | 3003F    | 3003       | 3103 | 3203 | 3303       | 3603      | 3703 | 3403 | 3503       | 1968.10.11 | 東急          | 新製配置     |
| ステンレス | A+B編成  | 3004F    | 3004       | 3104 | 3204 | 3304       | 3604      | 3704 | 3404 | 3504       | 1968.10.25 | 東急          | 新製配置     |
| ステンレス | A+B編成  | 3005F    | 7005 →3005 |      |      |            |           |      |      | 8005 →3505 | 1967.2.20  | ナニワ        | 元7005F+30系 |
| ステンレス | A+B編成  | 3005F    |            | 3105 | 3205 | 3305       | 3605      | 3705 | 3405 |            | 1968.8.26  | ナニワ        | 元7005F+30系 |
| ステンレス | A+B編成  | 3006F    | 7006 →3006 |      |      |            |           |      |      | 8006 →3506 | 1967.2.20  | 東急          | 元7006F+30系 |
| ステンレス | A+B編成  | 3006F    |            | 3106 | 3206 | 3306       | 3606      | 3706 | 3406 |            | 1968.11.25 | 東急          | 元7006F+30系 |
| ステンレス | A+B編成  | 3007F    | 7007 →3007 |      |      |            |           |      |      | 8007 →3507 | 1967.8.7   | 近車          | 元7007F+30系 |
| ステンレス | A+B編成  | 3007F    |            | 3107 | 3207 | 3307       | 3607      | 3707 | 3407 |            | 1969.6.25  | ナニワ        | 元7007F+30系 |
| アルミ | A+B編成  | 3008F    | 3008       |      |      |            |           |      |      | 3508       | 1968.6.7   | 川車          | 新製配置     |
| アルミ | A+B編成  | 3008F    |            | 3108 | 3208 | 3308       | 3608      | 3708 | 3408 |            | 1969.9.2   | 川重          | 新製配置     |
| アルミ | A+B編成  | 3009F    | 3009       | 3109 | 3209 | 3309       | 3609      | 3709 | 3409 | 3509       | 1968.12.23 | 川車          | 新製配置     |
| アルミ | A+B編成  | 3010F    | 3010       | 3110 | 3210 | 3310       | 3610      | 3710 | 3410 | 3510       | 1969.8.5   | 川重          | 新製配置     |
| アルミ | A+B編成  | 3011F    | 3011       | 3111 | 3211 | 3311       | 3611      | 3711 | 3411 | 3511       | 1969.9.30  | 川重          | 新製配置     |
| アルミ | A+B編成  | 3012F    | 3012       | 3112 | 3212 | 3312       | 3612      | 3712 | 3412 | 3512       | 1969.10.28 | 川重          | 新製配置     |
| アルミ | A+B編成  | 3013F    | 3013       | 3113 | 3213 | 3313       | 3613      | 3713 | 3413 | 3513       | 1969.12.9  | 川重          | 新製配置     |
| アルミ | A+B編成  | 3014F    | 3014       | 3114 | 3214 | 3314       | 3614      | 3714 | 3414 | 3514       | 1968.12.28 | 近車          | 新製配置     |
| アルミ | A+B編成  | 3015F    | 3015       | 3115 | 3215 | 3315       | 3615      | 3715 | 3415 | 3515       | 1969.7.23  | 近車          | 新製配置     |
| アルミ | A+B編成  | 3016F    | 3016       | 3116 | 3216 | 3316       | 3616      | 3716 | 3416 | 3516       | 1969.9.13  | 近車          | 新製配置     |
| アルミ | A+B編成  | 3017F    | 3017       | 3117 | 3217 | 3317       | 3617      | 3717 | 3417 | 3517       | 1969.11.11 | 近車          | 新製配置     |
| アルミ | A+B編成  | 3018F    | 3018       | 3118 | 3218 | 3318       | 3618      | 3718 | 3418 | 3518       | 1970.1.14  | 近車          | 新製配置     |
| アルミ | A+B編成  | 3019F    | 3019       | 3119 | 3219 | 3319       | 3619      | 3719 | 3419 | 3519       | 1969.6.12  | 日車 （東京） | 新製配置     |
| アルミ | A+B編成  | 3020F    | 3020       | 3120 | 3220 | 3320       | 3620      | 3720 | 3420 | 3520       | 1969.7.8   | 日車 （東京） | 新製配置     |
| アルミ | A+B編成  | 3021F    | 3021       | 3121 | 3221 | 3321       | 3621      | 3721 | 3421 | 3521       | 1969.8.20  | 日車 （東京） | 新製配置     |
| アルミ | A+B編成  | 3022F    | 3022       | 3122 | 3222 | 3322       | 3622      | 3722 | 3422 | 3522       | 1969.10.13 | 東急          | 新製配置     |
| アルミ | A+B編成  | 3023F    | 3023       | 3123 | 3223 | 3323       | 3623      | 3723 | 3423 | 3523       | 1969.11.25 | 日車 （東京） | 新製配置     |
| アルミ | A+B編成  | 3024F    | 3024       | 3124 | 3224 | 3324       | 3624      | 3724 | 3424 | 3524       | 1969.12.22 | 日車 （東京） | 新製配置     |
| アルミ | A+B編成  | 3025F    | 3025       | 3125 | 3225 | 3325       | 3625      | 3725 | 3425 | 3525       | 1970.1.28  | 日車 （東京） | 新製配置     |
| 車体 | 編成種別 | 編成番号 | 3000       | 3700 | 3400 | 3500       |           |      |      |            | 竣工日     | 製造所        | 備考         |
| 車体 | 編成種別 | 編成番号 | M1c        | T    | M1   | M2ec       |           |      |      |            | 竣工日     | 製造所        | 備考         |
| ステンレス | C編成    | 3094F    | 7001 →3094 |      |      | 8001 →3594 |           |      |      |            | 1967.2.20  | 近車          | 元7001F+30系 |
| ステンレス | C編成    | 3094F    |            | 3794 | 3494 |            | 1969.2.20 |      |      |            |            | 近車          | 元7001F+30系 |
| ステンレス | C編成    | 3095F    | 7002 →3095 |      |      | 8002 →3595 |           |      |      |            | 1967.2.20  | 近車          | 元7002F+30系 |
| ステンレス | C編成    | 3095F    |            | 3795 | 3495 |            | 1969.2.20 |      |      |            |            | 近車          | 元7002F+30系 |
| ステンレス | C編成    | 3096F    | 7003 →3096 |      |      | 8003 →3596 |           |      |      |            | 1967.2.20  | 近車          | 元7003F+30系 |
| ステンレス | C編成    | 3096F    |            | 3796 | 3496 |            | 1969.3.11 |      |      |            |            | 近車          | 元7003F+30系 |
| ステンレス | C編成    | 3097F    | 7004 →3097 |      |      | 8004 →3597 |           |      |      |            | 1967.2.20  | 近車          | 元7004F+30系 |
| ステンレス | C編成    | 3097F    |            | 3797 | 3497 |            | 1969.3.11 |      |      |            |            | 近車          | 元7004F+30系 |
| ステンレス | C編成    | 3098F    | 7008 →3098 |      |      | 8008 →3598 |           |      |      |            | 1967.8.7   | ナニワ        | 元7008F+30系 |
| ステンレス | C編成    | 3098F    |            | 3798 | 3498 |            | 1969.3.26 | 東急 |      |            |            |               | 元7008F+30系 |
| ステンレス | C編成    | 3099F    | 7009 →3099 |      |      | 8009 →3599 |           | 東急 |      |            |            | 1967.8.7      | 元7009F+30系 |
| ステンレス | C編成    | 3099F    |            | 3799 | 3499 |            | 1969.3.26 | 近車 |      |            |            |               | 元7009F+30系 |

- 斜字:3008F先行製造車

### 北急7000・8000形編入車（1969年）
万博開催時の輸送力確保のため、北急は2000形の他に7000形スキンステンレス車40両、8000形オールアルミ車（現在の8000形とは無関係）16両を製造した。これらは当初より万博終了後の大阪市への譲渡を前提として製造されたため、万博会期終了後の自社保有を前提としていた2000形とは異なり、完全な30系の同型車、しかも後述するように譲渡後の転用を前提とした特別な車種構成による編成を組んで使用された。
7001F - 7004F・7005F
7000形40両のうち、8両編成1本は運転台付きの7000形と7500形のペア4本で構成されており、残りの8両編成4本から中間車を3両ずつ挿入すると5両編成8本となるような編成となっていた。これらは1971年3月8日付けで大阪市交通局の車籍に編入されて同時に改番されると、まず先頭車のみで組成された編成（3055F：元7005F）を4両編成2本に分割して、1971年3月10日より四つ橋線で使用開始した。残りの編成のうち3051F（元7001F）は、1972年1月6日より、8両編成のまま暫定的に御堂筋線で使用された。
先頭車のみで組成された7005Fについては貫通幌を取り付けて使用していたが、貫通幌は後に不要となり、取り外された。貫通幌が取り付けられていた車両については幌・幌枠を取り外した痕跡が残っており、7000・8000形からの編入車と同様にリベットが目立っていた。
その後、1973年2月13日から2月23日にかけて、未使用のまま休車となっていた残りの8両編成3本 (3052 - 3054F) も含めて当初の計画どおり編成の組み換えが実施され、全車5両編成化されて四つ橋線での使用を開始した。なお、後年に谷町線に在籍した3085F - 3088F・3091Fは、すべてこのグループから転用された編成である。
8001F・8002F
8000形は30系アルミ車A+B編成による8両編成と同一編成で、1970年10月9日付けで大阪市交通局の車籍に編入されて3026F・3027Fに改番、御堂筋線での運用を開始した。
御堂筋線9両編成化に伴う組換えでこの2編成の中間車は全て付随車3800形に改造され、30系3011F - 3025F編成に挿入された。先頭車3526は中間付随車3817に改造され、運転機器の一部撤去と幌枠が取り付けられたが、運転台は原形を保っていた。残りの3両の先頭車3026・3027・3527は予備車となる。
中央線転用時に元3026Fの3800形・3026と3013Fの中間車から3034Fが、元3027Fの3800形・3027・3527と3021Fの中間車から3037Fが組成された。元3526改造の3817は制御電動車3534に復元され、簡易運転台付き中間車も機能復元されたが、幌枠が取り付けられていたころの痕跡が残っていた。
| 北大阪急行7000・8000形 編成一覧（1970年） |          |      |      |      |      |      |      |      |      |
| \| 車体 \| 編成番号 \| 7000 \| 7300 \| 7600 \| 7400 \| 7300 \| 7600 \| 7400 \| 7500 \| \| 車体 \| 編成番号 \| M1c \| M'2e \| T' \| M1 \| M'2e \| T' \| M1 \| M2ec \| \| ステンレス \| 7001F \| 7001 \| 7301 \| 7605 \| 7405 \| 7305 \| 7601 \| 7401 \| 7501 \| \| ステンレス \| 7002F \| 7002 \| 7302 \| 7606 \| 7406 \| 7306 \| 7602 \| 7402 \| 7502 \| \| ステンレス \| 7003F \| 7003 \| 7303 \| 7607 \| 7407 \| 7307 \| 7603 \| 7403 \| 7503 \| \| ステンレス \| 7004F \| 7004 \| 7304 \| 7608 \| 7408 \| 7308 \| 7604 \| 7404 \| 7504 \| \| 車体 \| 編成番号 \| 7000 \| 7500 \| 7000 \| 7500 \| 7000 \| 7500 \| 7000 \| 7500 \| \| 車体 \| 編成番号 \| M1c \| M2ec \| M1c \| M2ec \| M1c \| M2ec \| M1c \| M2ec \| \| ステンレス \| 7005F \| 7005 \| 7505 \| 7006 \| 7506 \| 7007 \| 7507 \| 7008 \| 7508 \| \| 車体 \| 編成番号 \| 8000 \| 8100 \| 8200 \| 8300 \| 8600 \| 8700 \| 8400 \| 8500 \| \| 車体 \| 編成番号 \| M1c \| M2 \| M1 \| M'2e \| T' \| T \| M1 \| M2ec \| \| アルミ \| 8001F \| 8001 \| 8101 \| 8201 \| 8301 \| 8601 \| 8701 \| 8401 \| 8501 \| \| アルミ \| 8002F \| 8002 \| 8102 \| 8202 \| 8302 \| 8602 \| 8702 \| 8402 \| 8502 \| |          |      |      |      |      |      |      |      |      |
| 車体 | 編成番号 | 7000 | 7300 | 7600 | 7400 | 7300 | 7600 | 7400 | 7500 |
| 車体 | 編成番号 | M1c  | M'2e | T'   | M1   | M'2e | T'   | M1   | M2ec |
| ステンレス | 7001F    | 7001 | 7301 | 7605 | 7405 | 7305 | 7601 | 7401 | 7501 |
| ステンレス | 7002F    | 7002 | 7302 | 7606 | 7406 | 7306 | 7602 | 7402 | 7502 |
| ステンレス | 7003F    | 7003 | 7303 | 7607 | 7407 | 7307 | 7603 | 7403 | 7503 |
| ステンレス | 7004F    | 7004 | 7304 | 7608 | 7408 | 7308 | 7604 | 7404 | 7504 |
| 車体 | 編成番号 | 7000 | 7500 | 7000 | 7500 | 7000 | 7500 | 7000 | 7500 |
| 車体 | 編成番号 | M1c  | M2ec | M1c  | M2ec | M1c  | M2ec | M1c  | M2ec |
| ステンレス | 7005F    | 7005 | 7505 | 7006 | 7506 | 7007 | 7507 | 7008 | 7508 |
| 車体 | 編成番号 | 8000 | 8100 | 8200 | 8300 | 8600 | 8700 | 8400 | 8500 |
| 車体 | 編成番号 | M1c  | M2   | M1   | M'2e | T'   | T    | M1   | M2ec |
| アルミ | 8001F    | 8001 | 8101 | 8201 | 8301 | 8601 | 8701 | 8401 | 8501 |
| アルミ | 8002F    | 8002 | 8102 | 8202 | 8302 | 8602 | 8702 | 8402 | 8502 |

### 新30系新造車（1973年 - 1984年）
1973年以降に製造された車両より「新30系」と呼ばれるグループとなる。四つ橋線・谷町線・中央線に投入され、1984年までに83両が製造された。1992年から1996年にかけて冷房化・客室改良が実施され、1991年から1995年にかけての大規模な廃車の対象とならずに、それ以後も残存した30系は全てこのグループである。
| 車体       | 編成番号 | 3000 | 3300 | 3600 | 3700 | 3400 | 3500 | 竣工日     | 製造所 | 線区     |
| 車体       | 編成番号 | M1c  | M`2e | T`   | T    | M1   | M2ec | 竣工日     | 製造所 | 線区     |
| ---------- | -------- | ---- | ---- | ---- | ---- | ---- | ---- | ---------- | ------ | -------- |
| ステンレス | 3059F    | 3059 | 3359 |      |      | 3459 | 3559 | 1973.10.16 | アルナ | 四つ橋線 |
| ステンレス |          | 3060 |      |      |      |      |      | 1973.10.16 | アルナ | 四つ橋線 |
| ステンレス |          |      |      | 3659 |      |      |      | 1975.10.22 | アルナ | 四つ橋線 |
| ステンレス | 3060F    |      | 3360 | 3660 |      | 3460 | 3560 | 1975.11.6  | アルナ | 四つ橋線 |
| ステンレス | 3061F    | 3061 | 3361 | 3661 |      | 3461 | 3561 | 1975.12.17 | アルナ | 四つ橋線 |
| アルミ     | 3044F    | 3044 | 3344 | 3644 | 3744 | 3444 | 3544 | 1976.5.29  | 近車   | 谷町線   |
| アルミ     | 3045F    | 3045 | 3345 | 3645 | 3745 | 3445 | 3545 | 1976.7.18  | 近車   | 谷町線   |
| アルミ     | 3046F    | 3046 | 3346 | 3646 | 3746 | 3446 | 3546 | 1976.9.11  | 近車   | 谷町線   |
| アルミ     | 3047F    | 3047 | 3347 | 3647 | 3747 | 3447 | 3547 | 1976.5.29  | 東急   | 谷町線   |
| アルミ     | 3048F    | 3048 | 3348 | 3648 | 3748 | 3448 | 3548 | 1976.8.16  | 東急   | 谷町線   |
| アルミ     | 3049F    | 3049 | 3349 | 3649 | 3749 | 3449 | 3549 | 1976.5.27  | 川重   | 谷町線   |
| ステンレス | 3089F    | 3089 | 3389 | 3689 | 3789 | 3489 | 3589 | 1977.2.23  | アルナ | 谷町線   |
| ステンレス |          |      | 3398 | 3698 |      |      |      | 1977.2.8   | アルナ | 谷町線   |
| ステンレス |          |      | 3362 |      |      |      |      | 1980.2.14  | アルナ | 谷町線   |
| ステンレス |          |      | 3363 |      |      |      |      | 1980.2.7   | アルナ | 谷町線   |
| ステンレス |          |      | 3364 |      |      |      |      | 1980.1.29  | アルナ | 谷町線   |
| ステンレス |          |      | 3365 |      |      |      |      | 1980.1.22  | アルナ | 谷町線   |
| ステンレス |          |      | 3366 |      |      |      |      | 1979.6.22  | アルナ | 谷町線   |
| ステンレス | 3092F    | 3092 | 3392 |      |      |      | 3592 | 1979.8.24  | アルナ | 谷町線   |
| ステンレス | 3093F    | 3093 | 3393 |      |      |      | 3593 | 1979.7.24  | アルナ | 谷町線   |
| ステンレス | 3094F    | 3094 | 3394 |      |      |      | 3594 | 1981.3.27  | アルナ | 谷町線   |
| ステンレス | 3095F    | 3095 | 3395 |      |      |      | 3595 | 1981.3.11  | アルナ | 谷町線   |
| ステンレス | 3099F    | 3099 | 3399 |      |      |      | 3599 | 1979.7.24  | アルナ | 谷町線   |
| ステンレス | 3097F    | 3097 |      |      |      |      | 3597 | 1984.3.28  | 近車   | 中央線   |
| アルミ     | 3043F    | 3043 |      |      |      |      | 3543 | 1984.6.27  | アルナ | 中央線   |

1973年
3059・3359・3060・3459・3559
最初に製造されたのは、四つ橋線用のスキンステンレス車である3059Fの5両編成で、1973年10月16日竣工であるが、3両目には、本来は先頭車である3060が組み込まれており、暫定的にT車として使用されていた。このため3060の前面には、幌を取り付けた際の痕跡が残っていた。側扉の窓ガラスはこの編成から大型化された。側扉の窓の大きさを除くと1970年以前に製造された車両とほぼ同一仕様である。
1975年
3659
3360・3660・3460・3560
3061F
この製造分より同時期の10系に準じて、外観、電笛の設置、座席改良（モケット張りに変更）など大幅な設計変更がみられる。貫通路妻引き戸も全箇所に設置され、暖房装置も取り付けられている。
10月から11月にかけて、まず3659が製造されて3060と差し替え、3060は新たに製造された4両と連結の上で先頭車に復帰、さらに3061Fが製造されて新30系は3本となった。ステンレス車では10月製造の3659から工作の簡易化のために外板の継ぎ目を突き合わせで溶接されていたのが重ね合わせのみとなり、スミ柱の形状と雨どいが変更された。また、地下鉄車両へのラインカラーの採用により、窓下には路線別のラインカラー帯が入れられ、前面貫通扉もラインカラー塗装がされるようになった。前面・側面の車両番号板も銀色地に黒文字となり、これまでの30系とは異なる外観となった。
1976年
3044F - 3049F
谷町線用アルミ車として3044F - 3049Fの6両編成6本が製造される。アルミ車ではこの製造分から構体に大形アルミ押し出し材を使用し、10系同様に車体軒けた上端に丸みが付加された。また一部の側窓には、試験的に乗務員室から一斉に操作できる自動開閉機構が取り付けられた。前面・側面の車両番号は車体に直接黒文字で表示されるようになった。ドアの車内側は他車がアルミ・ステンレス地肌剥き出しとは異なり化粧板貼りとされた。
1977年
3089F
3398・3698
スキンステンレス車の3089Fと、御堂筋線のC編成である3098F（元7008F）を谷町線に転用して6両編成化するために3398・3698が製造され、谷町線に8本の30系が配置されて1977年の谷町線（2号線）守口延長に備えた。この時3099F（廃車時3066F）は、検修作業時の予備車となる。
1979年
3366
3092・3392・3592
3093・3393・3593
3099 II・3399 ・3599 II
- II:2代目となる車両

10系の御堂筋線投入と、四つ橋線の30系への使用車両統一・谷町線の八尾南開業に備え、御堂筋線C編成のうち予備車だった3099Fの四つ橋線転出で5両化のため3366を1両製造し、御堂筋線スキンステンレス車の3003F - 3005Fの8両3本の四つ橋線転出に際し5両化で余剰となる車両を谷町線で使用するため、3000・3300・3500形を3両ずつ製造した。この増備車から荷物棚がパイプからステンレス網に変更された。
1980年
3362 - 3365
御堂筋線C編成のうち3094F - 3097Fの四つ橋線転出で5両化のため3300形を4両製造した。
1981年
3094 II・3394 ・3594 II
3095 II・3395 ・3595 II
- II:2代目となる車両

御堂筋線スキンステンレス車の3006F・3007F中間車3両の谷町線転出で3000・3300・3500形を2両ずつ製造した。1980年導入車両までと比べて側扉の窓枠が異なっている。
1984年
3043・3543・3097・3597
御堂筋線に残っていたスキンステンレス車3001・3002Fと、アルミ車の3008 - 3010Fが1982年から1984年にかけて中央線に転属する事になり、8両編成の中間2両を抜くことで6両編成化されたが、余った中間車8両（3101・3201・3102・3202・3108・3208・3109・3209）についても、中央線3043F・3097F用に4両の先頭車を最終増備車として投入した。アルミ車3043・3543がアルナ工機、ステンレス車3097・3597が近畿車輛の製造である。アルミ車編成の3043Fは、先頭の2両が新30系の車体形状であるのに対し、中間車が初期製造の30系であるため、外観の統一感を欠いていた。なお、これら4両の方向幕は電動式で、方向幕操作器は10系原形車、20系原形車と同じタイプであった。

## 運用の変遷

### 1号線・御堂筋線

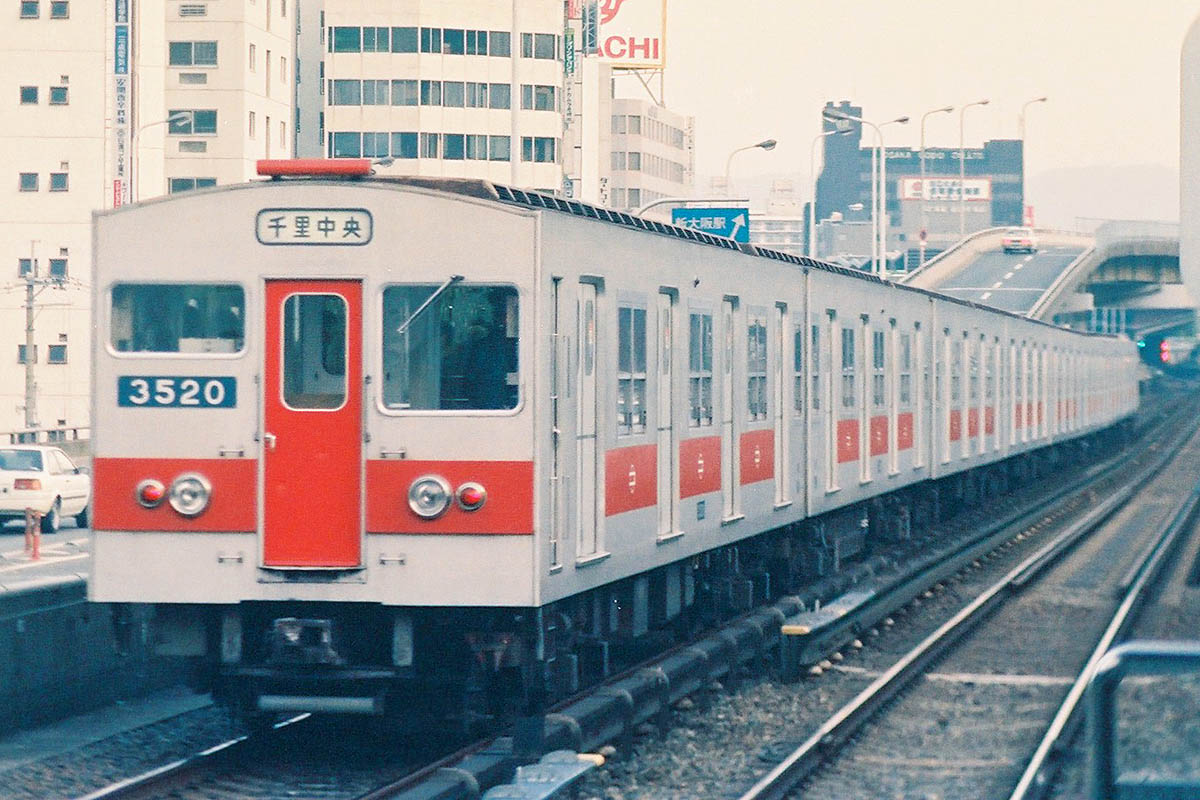
御堂筋線30系

30系がその輸送力を最大限に発揮した線区であり、8・9両編成で運用されたのは同線のみである。当初はラインカラーなしで「シルバーカー」として喧伝されたが、ラインカラーの制定後に貫通扉のみラインカラーである赤に着色、さらに地上区間があることから警戒色を兼ねてライト周りも帯が入るように変更された。スキンステンレス車とアルミ車の両方が配置されていたが、新30系の運用実績はない。
冷房を装備する10系量産車の投入で、スキンステンレス車が谷町線・四つ橋線・中央線に、一部のアルミ車が中央線に転出となった。
なかもず延伸に伴い本系列についても9両編成化が実施されたが、当時既に当線にはアルミ車編成しか残っておらず、また以後の新型車への置き換えも計画されていたため、増結に必要な車両の新造は一切行わず、10系9両編成を2本新造し、元北大阪急行電鉄8000形である3026F・3027Fを分解、中間車12両と3500形3526、それに3010Fの中央線転用時に余剰となっていた3110・3210を有効活用、電装解除などにより3800形3811 - 3825として3011F - 3025Fに挿入された。なお、この組替で先頭車の3026・3027・3527の3両は中央線転出まで予備車となった。
続いて21系の投入で一部のアルミ車が千日前線に転出となり、1993年の御堂筋線の冷房化100%達成とともに同線での運用を終了した。なお、最後まで残っていた3014F・3022Fは他の路線へと転用されずに全車廃車となっている。
| 御堂筋線 編成一覧（1987年） |          |      |      |                      |      |      |      |      |      |      |                                                        |                |
| \| 車体 \| 編成番号 \| 3000 \| 3100 \| 3800 \| 3200 \| 3300 \| 3600 \| 3700 \| 3400 \| 3500 \| 廃車 \| 備考 \| \| 車体 \| 編成番号 \| M1c \| M2 \| T \| M1 \| M'2e \| T' \| T \| M1 \| M2ec \| 廃車 \| 備考 \| \| ------ \| -------- \| ---- \| ---- \| --------------------------- \| ---- \| ---- \| ---- \| ---- \| ---- \| ---- \| ------------------------------------------------------ \| -------------- \| \| アルミ \| 3011F \| 3011 \| 3111 \| 北急8101 →3126 →3811 \| 3211 \| 3311 \| 3611 \| 3711 \| 3411 \| 3511 \| 1992年7月17日(3111-3811-3211-3611-3711) \| 千日前線に転出 \| \| アルミ \| 3012F \| 3012 \| 3112 \| 北急8201 →3226 →3812 \| 3212 \| 3312 \| 3612 \| 3712 \| 3412 \| 3512 \| 1992年9月4日(3112-3812-3212-3612-3712) \| 千日前線に転出 \| \| アルミ \| 3013F \| 3013 \| 3113 \| 北急8301 →3326 →3813 \| 3213 \| 3313 \| 3613 \| 3713 \| 3413 \| 3513 \| － \| 中央線に転出 \| \| アルミ \| 3014F \| 3014 \| 3114 \| 北急8601 →3626 →3814[注 45] \| 3214 \| 3314 \| 3614 \| 3714 \| 3414 \| 3514 \| 1993年9月4日 \| 転出せず廃車 \| \| アルミ \| 3015F \| 3015 \| 3115 \| 北急8701 →3726 →3815 \| 3215 \| 3315 \| 3615 \| 3715 \| 3415 \| 3515 \| 1992年8月24日(3115-3815-3215-3615-3715) \| 千日前線に転出 \| \| アルミ \| 3016F \| 3016 \| 3116 \| 北急8401 →3426 →3816 \| 3216 \| 3316 \| 3616 \| 3716 \| 3416 \| 3516 \| 1991年11月22日(3116-3816-3216-3616) 1993年9月4日(3716) \| 千日前線に転出 \| \| アルミ \| 3017F \| 3017 \| 3117 \| 北急8501 →3526 →3817 \| 3217 \| 3317 \| 3617 \| 3717 \| 3417 \| 3517 \| 1991年7月11日(3117-3217) \| 中央線に転出 \| \| アルミ \| 3018F \| 3018 \| 3118 \| 北急8102 →3127 →3818 \| 3218 \| 3318 \| 3618 \| 3718 \| 3418 \| 3518 \| 1991年8月7日(3118-3818-3218-3618-3718) \| 千日前線に転出 \| \| アルミ \| 3019F \| 3019 \| 3119 \| 北急8202 →3227 →3819 \| 3219 \| 3319 \| 3619 \| 3719 \| 3419 \| 3519 \| 1991年6月28日(3119-3819-3219-3619) 1993年9月4日 \| 千日前線に転出 \| \| アルミ \| 3020F \| 3020 \| 3120 \| 北急8302 →3327 →3820 \| 3220 \| 3320 \| 3620 \| 3720 \| 3420 \| 3520 \| 1991年7月11日(3220) \| 中央線に転出 \| \| アルミ \| 3021F \| 3021 \| 3121 \| 北急8602 →3627 →3821 \| 3221 \| 3321 \| 3621 \| 3721 \| 3421 \| 3521 \| － \| 中央線に転出 \| \| アルミ \| 3022F \| 3022 \| 3122 \| 北急8702 →3727 →3822 \| 3222 \| 3322 \| 3622 \| 3722 \| 3422 \| 3522 \| 1993年7月6日 \| 転出せず廃車 \| \| アルミ \| 3023F \| 3023 \| 3123 \| 北急8402 →3427 →3823 \| 3223 \| 3323 \| 3623 \| 3723 \| 3423 \| 3523 \| 1991年10月24日(3123-3823-3223-3623-3723) \| 千日前線に転出 \| \| アルミ \| 3024F \| 3024 \| 3124 \| 3110 →3824 \| 3224 \| 3324 \| 3624 \| 3724 \| 3424 \| 3524 \| 1991年7月11日(3124-3824-3224-3624) 1993年9月4日(3724) \| 千日前線に転出 \| \| アルミ \| 3025F \| 3025 \| 3125 \| 3210 →3825 \| 3225 \| 3325 \| 3625 \| 3725 \| 3425 \| 3525 \| 1992年11月12日(3125-3825-3225-3625-3725) \| 千日前線に転出 \| |          |      |      |                      |      |      |      |      |      |      |                                                        |                |
| 車体 | 編成番号 | 3000 | 3100 | 3800                 | 3200 | 3300 | 3600 | 3700 | 3400 | 3500 | 廃車                                                   | 備考           |
| 車体 | 編成番号 | M1c  | M2   | T                    | M1   | M'2e | T'   | T    | M1   | M2ec | 廃車                                                   | 備考           |
| アルミ | 3011F    | 3011 | 3111 | 北急8101 →3126 →3811 | 3211 | 3311 | 3611 | 3711 | 3411 | 3511 | 1992年7月17日(3111-3811-3211-3611-3711)                | 千日前線に転出 |
| アルミ | 3012F    | 3012 | 3112 | 北急8201 →3226 →3812 | 3212 | 3312 | 3612 | 3712 | 3412 | 3512 | 1992年9月4日(3112-3812-3212-3612-3712)                 | 千日前線に転出 |
| アルミ | 3013F    | 3013 | 3113 | 北急8301 →3326 →3813 | 3213 | 3313 | 3613 | 3713 | 3413 | 3513 | －                                                     | 中央線に転出   |
| アルミ | 3014F    | 3014 | 3114 | 北急8601 →3626 →3814 | 3214 | 3314 | 3614 | 3714 | 3414 | 3514 | 1993年9月4日                                           | 転出せず廃車   |
| アルミ | 3015F    | 3015 | 3115 | 北急8701 →3726 →3815 | 3215 | 3315 | 3615 | 3715 | 3415 | 3515 | 1992年8月24日(3115-3815-3215-3615-3715)                | 千日前線に転出 |
| アルミ | 3016F    | 3016 | 3116 | 北急8401 →3426 →3816 | 3216 | 3316 | 3616 | 3716 | 3416 | 3516 | 1991年11月22日(3116-3816-3216-3616) 1993年9月4日(3716) | 千日前線に転出 |
| アルミ | 3017F    | 3017 | 3117 | 北急8501 →3526 →3817 | 3217 | 3317 | 3617 | 3717 | 3417 | 3517 | 1991年7月11日(3117-3217)                               | 中央線に転出   |
| アルミ | 3018F    | 3018 | 3118 | 北急8102 →3127 →3818 | 3218 | 3318 | 3618 | 3718 | 3418 | 3518 | 1991年8月7日(3118-3818-3218-3618-3718)                 | 千日前線に転出 |
| アルミ | 3019F    | 3019 | 3119 | 北急8202 →3227 →3819 | 3219 | 3319 | 3619 | 3719 | 3419 | 3519 | 1991年6月28日(3119-3819-3219-3619) 1993年9月4日        | 千日前線に転出 |
| アルミ | 3020F    | 3020 | 3120 | 北急8302 →3327 →3820 | 3220 | 3320 | 3620 | 3720 | 3420 | 3520 | 1991年7月11日(3220)                                    | 中央線に転出   |
| アルミ | 3021F    | 3021 | 3121 | 北急8602 →3627 →3821 | 3221 | 3321 | 3621 | 3721 | 3421 | 3521 | －                                                     | 中央線に転出   |
| アルミ | 3022F    | 3022 | 3122 | 北急8702 →3727 →3822 | 3222 | 3322 | 3622 | 3722 | 3422 | 3522 | 1993年7月6日                                           | 転出せず廃車   |
| アルミ | 3023F    | 3023 | 3123 | 北急8402 →3427 →3823 | 3223 | 3323 | 3623 | 3723 | 3423 | 3523 | 1991年10月24日(3123-3823-3223-3623-3723)               | 千日前線に転出 |
| アルミ | 3024F    | 3024 | 3124 | 3110 →3824           | 3224 | 3324 | 3624 | 3724 | 3424 | 3524 | 1991年7月11日(3124-3824-3224-3624) 1993年9月4日(3724)  | 千日前線に転出 |
| アルミ | 3025F    | 3025 | 3125 | 3210 →3825           | 3225 | 3325 | 3625 | 3725 | 3425 | 3525 | 1992年11月12日(3125-3825-3225-3625-3725)               | 千日前線に転出 |

### 2号線・谷町線
東梅田駅 - 谷町四丁目駅間開業に際し7000・8000形が最初に配置されたのは当線であるが、その後1編成2両のみ30系を投入後、同形式が御堂筋線へ転属した際に50系と入れ替えられた。
その後、1976年に6両編成化に伴い6編成36両が投入され、谷町線の30系の運用が再開された。翌1977年の初代20系（10系第1編成）の御堂筋線への転属と入れ替わりでC編成の3098Fが転入し、この際不足する2両が追加製造されている。その後、1980年の天王寺駅 - 八尾南駅間、1983年の守口駅 - 大日駅間延伸開業で輸送力および編成数の増強が必要となり、御堂筋線への10系量産車の投入により置き換えられた同線配置のスキンステンレス車が編成組替の上で転用、投入された。さらに、1990年と1991年には四つ橋線・中央線への新20系の投入により置き換えられた両線配置のスキンステンレス車が、編成組み換えの上で谷町線に転用され、同線の50系を置き換えた。このため、谷町線では最終的にスキンステンレス車は30系と新30系の両方が、アルミ車は新30系のみが配置されたが、1995年の谷町線の冷房化100%達成とともに非冷房編成の運用が終了して廃車となり、以後は冷房化された新30系編成のみが運用された（後述）。
| 谷町線 編成一覧（1977年 - 1995年） |          |                      |                      |                      |               |                      |                      |                                    |                     |
| \| 車体 \| 編成番号 \| 3000 \| 3300 \| 3600 \| 3700 \| 3400 \| 3500 \| 廃車 \| 備考 \| \| 車体 \| 編成番号 \| M1c \| M'2e \| T' \| T \| M1 \| M2ec \| 廃車 \| 備考 \| \| ---------- \| -------- \| -------------------- \| -------------------- \| -------------------- \| ------------- \| -------------------- \| -------------------- \| ---------------------------------- \| ------------------- \| \| アルミ \| 3044F \| 3044 \| 3344 \| 3644 \| 3744 \| 3444 \| 3544 \| \| 新製配置 \| \| アルミ \| - \| - \| - \| - \| - \| - \| - \| \| 新製配置 \| \| アルミ \| 3049F \| 3049 \| 3349 \| 3649 \| 3749 \| 3449 \| 3549 \| \| 新製配置 \| \| ステンレス \| 3085F \| 北急7007 →3057 →3085 \| 北急7307 →3357 →3385 \| 北急7607 →3657 →3685 \| 3470 →3785 \| 北急7407 →3457 →3485 \| 北急7507 →3557 →3585 \| 1995年6月29日 \| 元北急7007F+元3070F \| \| ステンレス \| 3086F \| 北急7001 →3051 →3086 \| 北急7301 →3351 →3386 \| 北急7601 →3651 →3686 \| 3669 →3786 \| 北急7401 →3451 →3486 \| 北急7501 →3551 →3586 \| 1995年7月20日 \| 元北急7001F+元3069F \| \| ステンレス \| 3087F \| 北急7004 →3054 →3087 \| 北急7304 →3354 →3387 \| 北急7604 →3654 →3687 \| 3469 →3787 \| 北急7404 →3454 →3487 \| 北急7504 →3554 →3587 \| 1995年8月1日 \| 元北急7004F+元3069F \| \| ステンレス \| 3088F \| 北急7006 →3056 →3088 \| 北急7306 →3356 →3388 \| 北急7606 →3656 →3688 \| 3670 →3788 \| 北急7406 →3456 →3488 \| 北急7506 →3556 →3588 \| 1995年6月26日 \| 元北急7006F+元3070F \| \| ステンレス \| 3089F \| 3089 \| 3389 \| 3689 \| 3789 \| 3489 \| 3589 \| \| 新製配置 \| \| ステンレス \| 3090F \| 3002 →3090 \| 3302 →3390 \| 3602 →3690 \| 3702 →3790 \| 3402 →3490 \| 3502 →3590 \| 1993年2月22日 \| 元3002F \| \| ステンレス \| 3091F \| 北急7005 →3055 →3091 \| 北急7305 →3355 →3391 \| 北急7605 →3655 →3691 \| 3370 →3791 \| 北急7405 →3455 →3491 \| 北急7505 →3555 →3591 \| 1995年3月31日 \| 元北急7005F+元3070F \| \| ステンレス \| 3092F \| 3092 \| 3392 \| 3104 →3692 \| 3204 →3792 \| 3704 →3492 \| 3592 \| 1995年3月9日(3692-3792-3492) \| 元3004F+新30系 \| \| ステンレス \| 3093F \| 3093 \| 3393 \| 3105 →3693 \| 3205 →3793 \| 3705 →3493 \| 3593 \| 1994年3月3日(3693-3793-3493) \| 元3005F+新30系 \| \| ステンレス \| 3094F II \| 3094 II \| 3394 \| 3107 →3694 \| 3207 →3794 II \| 3707 →3494 II \| 3594 II \| 1995年3月3日(3694-3794-3494-3594) \| 元3007F+新30系 \| \| ステンレス \| 3095F II \| 3095 II \| 3395 \| 3106 →3695 \| 3206 →3795 II \| 3706 →3495 II \| 3595 II \| 1993年8月19日(3695-3795-3495-3595) \| 元3006F+新30系 \| \| ステンレス \| 3096F II \| 3001 →3096 II \| 3301 →3396 \| 3601 →3696 \| 3701 →3796 II \| 3401 →3496 II \| 3501 →3596 II \| 1995年7月17日 \| 元3001F \| \| ステンレス \| 3098F \| 7008 →3098 \| 3398 \| 3698 \| 3798 \| 3498 \| 8008 →3598 \| 1994年7月14日(3098-3798-3498-3598) \| 元7008F+新30系 \| \| ステンレス \| 3099F II \| 3099 II \| 3399 \| 3103 →3699 \| 3203 →3799 II \| 3703 →3499 II \| 3599 II \| 1994年8月29日(3699-3799-3499) \| 元3003F+新30系 \| |          |                      |                      |                      |               |                      |                      |                                    |                     |
| 車体 | 編成番号 | 3000                 | 3300                 | 3600                 | 3700          | 3400                 | 3500                 | 廃車                               | 備考                |
| 車体 | 編成番号 | M1c                  | M'2e                 | T'                   | T             | M1                   | M2ec                 | 廃車                               | 備考                |
| アルミ | 3044F    | 3044                 | 3344                 | 3644                 | 3744          | 3444                 | 3544                 |                                    | 新製配置            |
| アルミ | -        | -                    | -                    | -                    | -             | -                    | -                    |                                    | 新製配置            |
| アルミ | 3049F    | 3049                 | 3349                 | 3649                 | 3749          | 3449                 | 3549                 |                                    | 新製配置            |
| ステンレス | 3085F    | 北急7007 →3057 →3085 | 北急7307 →3357 →3385 | 北急7607 →3657 →3685 | 3470 →3785    | 北急7407 →3457 →3485 | 北急7507 →3557 →3585 | 1995年6月29日                      | 元北急7007F+元3070F |
| ステンレス | 3086F    | 北急7001 →3051 →3086 | 北急7301 →3351 →3386 | 北急7601 →3651 →3686 | 3669 →3786    | 北急7401 →3451 →3486 | 北急7501 →3551 →3586 | 1995年7月20日                      | 元北急7001F+元3069F |
| ステンレス | 3087F    | 北急7004 →3054 →3087 | 北急7304 →3354 →3387 | 北急7604 →3654 →3687 | 3469 →3787    | 北急7404 →3454 →3487 | 北急7504 →3554 →3587 | 1995年8月1日                       | 元北急7004F+元3069F |
| ステンレス | 3088F    | 北急7006 →3056 →3088 | 北急7306 →3356 →3388 | 北急7606 →3656 →3688 | 3670 →3788    | 北急7406 →3456 →3488 | 北急7506 →3556 →3588 | 1995年6月26日                      | 元北急7006F+元3070F |
| ステンレス | 3089F    | 3089                 | 3389                 | 3689                 | 3789          | 3489                 | 3589                 |                                    | 新製配置            |
| ステンレス | 3090F    | 3002 →3090           | 3302 →3390           | 3602 →3690           | 3702 →3790    | 3402 →3490           | 3502 →3590           | 1993年2月22日                      | 元3002F             |
| ステンレス | 3091F    | 北急7005 →3055 →3091 | 北急7305 →3355 →3391 | 北急7605 →3655 →3691 | 3370 →3791    | 北急7405 →3455 →3491 | 北急7505 →3555 →3591 | 1995年3月31日                      | 元北急7005F+元3070F |
| ステンレス | 3092F    | 3092                 | 3392                 | 3104 →3692           | 3204 →3792    | 3704 →3492           | 3592                 | 1995年3月9日(3692-3792-3492)       | 元3004F+新30系      |
| ステンレス | 3093F    | 3093                 | 3393                 | 3105 →3693           | 3205 →3793    | 3705 →3493           | 3593                 | 1994年3月3日(3693-3793-3493)       | 元3005F+新30系      |
| ステンレス | 3094F II | 3094 II              | 3394                 | 3107 →3694           | 3207 →3794 II | 3707 →3494 II        | 3594 II              | 1995年3月3日(3694-3794-3494-3594)  | 元3007F+新30系      |
| ステンレス | 3095F II | 3095 II              | 3395                 | 3106 →3695           | 3206 →3795 II | 3706 →3495 II        | 3595 II              | 1993年8月19日(3695-3795-3495-3595) | 元3006F+新30系      |
| ステンレス | 3096F II | 3001 →3096 II        | 3301 →3396           | 3601 →3696           | 3701 →3796 II | 3401 →3496 II        | 3501 →3596 II        | 1995年7月17日                      | 元3001F             |
| ステンレス | 3098F    | 7008 →3098           | 3398                 | 3698                 | 3798          | 3498                 | 8008 →3598           | 1994年7月14日(3098-3798-3498-3598) | 元7008F+新30系      |
| ステンレス | 3099F II | 3099 II              | 3399                 | 3103 →3699           | 3203 →3799 II | 3703 →3499 II        | 3599 II              | 1994年8月29日(3699-3799-3499)      | 元3003F+新30系      |

- 太字:新30系
- II:2代目となる編成・車両

### 3号線・四つ橋線
この路線は北大阪急行電鉄7000形の転用先として当初より想定されていたため、他線区に先駆けて、万博会期終了直後の1971年より本系列の投入が開始された。
この時点では当線は4両編成で運用されており、御堂筋線からは4両編成で運用可能な旧北大阪急行電鉄7000形7005Fを分割した3055F・3057Fの他、C編成が転籍となったが、その後1972年の玉出駅 - 住之江公園駅間延伸開業に伴う5両編成化で、当初計画通り旧北大阪急行電鉄7000形の残存4編成から組成変更して余剰の中間車を3055F・3057Fへ組み込み、3051F - 3058Fとして5両編成8本に組み替えて1973年より運用を開始した。
1973年から1975年にかけては、乗客増に対応してスキンステンレス車として新30系の3059F - 3061Fの3編成15両が増備された。
さらに1979年から1981年にかけて、御堂筋線に残っていたC編成5本に不足する3300形5両を新造挿入、3062F - 3066Fとして、またA+B編成の3003F - 3007Fから所定の中間車3両ずつを抜いて3067F - 3071Fとして、それぞれ当線へ転入の措置が採られている。この措置により四つ橋線からは旧型車が一掃され、5両編成21本全てが本系列のスキンステンレス車となった。第三軌条5路線では唯一、アルミ車の配置がなかった。
住之江競艇開催時の住之江公園駅での乗降分離のため、住之江公園寄りの2両 (3500形と3400形) のみドアが開く、ドアカット機能が装備されている。
その後、23系の登場により1990年に3051F・3054F - 3057Fと、3069F・3070Fの中間車が谷町線に転出となり、残った編成も1995年の四つ橋線の冷房化100%達成とともに非冷房編成が運用を終了し、廃車となった。
新30系編成の3本 (3059F - 3061F) は、1992年から1994年にかけて冷房化と客室改良が実施された。さらに、元御堂筋線用のC編成に新30系中間車を新造挿入した3062F - 3066Fのうち、1979年から1981年にかけて新造した3300形5両は冷房化改造の対象となり、3062F・3063Fのうち、3362・3363がそれぞれ冷房化改造と電装解除を受けて1994年に谷町線に転用された。残りの3364・3365・3366については、それぞれ編成中の3300形を除く4両が廃車された後はしばらく休車となったが、1996年に5両編成の3059F - 3061Fを谷町線へ転用する際に冷房化改造と電装解除を受け、3059F - 3061Fの中間にそれぞれ1両ずつ挿入し、谷町線へ転用されたことにより、四つ橋線から30系はすべて消滅した。
また、第68編成は、堺筋線で使用されている騒音の高い空気笛から電子ホーンへと更新改造はされず1995年5月に廃車された。これは、第三軌条各線では最後となった。
| 四つ橋線 編成一覧（1981年） |          |                  |                |                |                |                  |                                     |                   |
| \| 車体 \| 編成番号 \| 3000 \| 3300 \| 3600 \| 3400 \| 3500 \| 廃車 \| 備考 \| \| 車体 \| 編成番号 \| M1c \| M'2e \| T' \| M1 \| M2ec \| 廃車 \| 備考 \| \| ステンレス \| 3051F \| 北急7001 →3051 \| 北急7301 →3351 \| 北急7601 →3651 \| 北急7401 →3451 \| 北急7501 →3551 \| 谷町線へ転出 \| 元北急7001F-7005F \| \| ステンレス \| 3052F \| 北急7002 →3052 \| 北急7302 →3352 \| 北急7602 →3652 \| 北急7402 →3452 \| 北急7502 →3552 \| 1995年5月7日 \| 元北急7001F-7005F \| \| ステンレス \| 3053F \| 北急7003 →3053 \| 北急7303 →3353 \| 北急7603 →3653 \| 北急7403 →3453 \| 北急7503 →3553 \| 1995年5月16日 \| 元北急7001F-7005F \| \| ステンレス \| 3054F \| 北急7004 →3054 \| 北急7304 →3354 \| 北急7604 →3654 \| 北急7404 →3454 \| 北急7504 →3554 \| 谷町線へ転出 \| 元北急7001F-7005F \| \| ステンレス \| 3055F \| 北急7005 →3055 \| 北急7305 →3355 \| 北急7605 →3655 \| 北急7405 →3455 \| 北急7505 →3555 \| 谷町線へ転出 \| 元北急7001F-7005F \| \| ステンレス \| 3056F \| 北急7006 →3056 \| 北急7306 →3356 \| 北急7606 →3656 \| 北急7406 →3456 \| 北急7506 →3556 \| 谷町線へ転出 \| 元北急7001F-7005F \| \| ステンレス \| 3057F \| 北急7007 →3057 \| 北急7307 →3357 \| 北急7607 →3657 \| 北急7407 →3457 \| 北急7507 →3557 \| 谷町線へ転出 \| 元北急7001F-7005F \| \| ステンレス \| 3058F \| 北急7008 →3058 \| 北急7308 →3358 \| 北急7608 →3658 \| 北急7408 →3458 \| 北急7508 →3558 \| 1995年4月10日 \| 元北急7001F-7005F \| \| ステンレス \| 3059F \| 3059 \| 3359 \| 3659 \| 3459 \| 3559 \| 谷町線へ転出 \| 新製配置 \| \| ステンレス \| 3060F \| 3060 \| 3360 \| 3660 \| 3460 \| 3560 \| 谷町線へ転出 \| 新製配置 \| \| ステンレス \| 3061F \| 3061 \| 3361 \| 3661 \| 3461 \| 3561 \| 谷町線へ転出 \| 新製配置 \| \| ステンレス \| 3062F \| 7001 →3094 →3062 \| 3362 \| 3794 →3662 \| 3494 →3462 \| 8001 →3594 →3562 \| 1993年10月20日(3062-3662-3462-3562) \| 元7001F+新30系 \| \| ステンレス \| 3063F \| 7002 →3095 →3063 \| 3363 \| 3795 →3663 \| 3495 →3463 \| 8002 →3595 →3563 \| 1993年9月17日(3063-3663-3463-3563) \| 元7002F+新30系 \| \| ステンレス \| 3064F \| 7003 →3096 →3064 \| 3364 \| 3796 →3664 \| 3496 →3464 \| 8003 →3596 →3564 \| 1993年7月19日(3064-3664-3464-3564) \| 元7003F+新30系 \| \| ステンレス \| 3065F \| 7004 →3097 →3065 \| 3365 \| 3797 →3665 \| 3497 →3465 \| 8004 →3597 →3565 \| 1994年5月12日(3065-3665-3465-3565) \| 元7004F+新30系 \| \| ステンレス \| 3066F \| 7009 →3099 →3066 \| 3366 \| 3799 →3666 \| 3499 →3466 \| 8009 →3599 →3566 \| 1995年5月11日(3066-3666-3466-3566) \| 元7009F+新30系 \| \| ステンレス \| 3067F \| 3003 →3067 \| 3303 →3367 \| 3603 →3667 \| 3403 →3467 \| 3503 →3567 \| 1991年12月12日 \| 元3003F \| \| ステンレス \| 3068F \| 3004 →3068 \| 3304 →3368 \| 3604 →3668 \| 3404 →3468 \| 3504 →3568 \| 1995年4月23日 \| 元3004F \| \| ステンレス \| 3069F \| 3005 →3069 \| 3305 →3369 \| 3605 →3669 \| 3405 →3469 \| 3505 →3569 \| 1991年7月8日(3069-3369-3569) \| 元3005F \| \| ステンレス \| 3070F \| 3006 →3070 \| 3306 →3370 \| 3606 →3670 \| 3406 →3470 \| 3506 →3570 \| 1991年7月8日(3070-3570) \| 元3006F \| \| ステンレス \| 3071F \| 3007 →3071 \| 3307 →3371 \| 3607 →3671 \| 3407 →3471 \| 3507 →3571 \| 1992年12月2日 \| 元3007F \| |          |                  |                |                |                |                  |                                     |                   |
| 車体 | 編成番号 | 3000             | 3300           | 3600           | 3400           | 3500             | 廃車                                | 備考              |
| 車体 | 編成番号 | M1c              | M'2e           | T'             | M1             | M2ec             | 廃車                                | 備考              |
| ステンレス | 3051F    | 北急7001 →3051   | 北急7301 →3351 | 北急7601 →3651 | 北急7401 →3451 | 北急7501 →3551   | 谷町線へ転出                        | 元北急7001F-7005F |
| ステンレス | 3052F    | 北急7002 →3052   | 北急7302 →3352 | 北急7602 →3652 | 北急7402 →3452 | 北急7502 →3552   | 1995年5月7日                        | 元北急7001F-7005F |
| ステンレス | 3053F    | 北急7003 →3053   | 北急7303 →3353 | 北急7603 →3653 | 北急7403 →3453 | 北急7503 →3553   | 1995年5月16日                       | 元北急7001F-7005F |
| ステンレス | 3054F    | 北急7004 →3054   | 北急7304 →3354 | 北急7604 →3654 | 北急7404 →3454 | 北急7504 →3554   | 谷町線へ転出                        | 元北急7001F-7005F |
| ステンレス | 3055F    | 北急7005 →3055   | 北急7305 →3355 | 北急7605 →3655 | 北急7405 →3455 | 北急7505 →3555   | 谷町線へ転出                        | 元北急7001F-7005F |
| ステンレス | 3056F    | 北急7006 →3056   | 北急7306 →3356 | 北急7606 →3656 | 北急7406 →3456 | 北急7506 →3556   | 谷町線へ転出                        | 元北急7001F-7005F |
| ステンレス | 3057F    | 北急7007 →3057   | 北急7307 →3357 | 北急7607 →3657 | 北急7407 →3457 | 北急7507 →3557   | 谷町線へ転出                        | 元北急7001F-7005F |
| ステンレス | 3058F    | 北急7008 →3058   | 北急7308 →3358 | 北急7608 →3658 | 北急7408 →3458 | 北急7508 →3558   | 1995年4月10日                       | 元北急7001F-7005F |
| ステンレス | 3059F    | 3059             | 3359           | 3659           | 3459           | 3559             | 谷町線へ転出                        | 新製配置          |
| ステンレス | 3060F    | 3060             | 3360           | 3660           | 3460           | 3560             | 谷町線へ転出                        | 新製配置          |
| ステンレス | 3061F    | 3061             | 3361           | 3661           | 3461           | 3561             | 谷町線へ転出                        | 新製配置          |
| ステンレス | 3062F    | 7001 →3094 →3062 | 3362           | 3794 →3662     | 3494 →3462     | 8001 →3594 →3562 | 1993年10月20日(3062-3662-3462-3562) | 元7001F+新30系    |
| ステンレス | 3063F    | 7002 →3095 →3063 | 3363           | 3795 →3663     | 3495 →3463     | 8002 →3595 →3563 | 1993年9月17日(3063-3663-3463-3563)  | 元7002F+新30系    |
| ステンレス | 3064F    | 7003 →3096 →3064 | 3364           | 3796 →3664     | 3496 →3464     | 8003 →3596 →3564 | 1993年7月19日(3064-3664-3464-3564)  | 元7003F+新30系    |
| ステンレス | 3065F    | 7004 →3097 →3065 | 3365           | 3797 →3665     | 3497 →3465     | 8004 →3597 →3565 | 1994年5月12日(3065-3665-3465-3565)  | 元7004F+新30系    |
| ステンレス | 3066F    | 7009 →3099 →3066 | 3366           | 3799 →3666     | 3499 →3466     | 8009 →3599 →3566 | 1995年5月11日(3066-3666-3466-3566)  | 元7009F+新30系    |
| ステンレス | 3067F    | 3003 →3067       | 3303 →3367     | 3603 →3667     | 3403 →3467     | 3503 →3567       | 1991年12月12日                      | 元3003F           |
| ステンレス | 3068F    | 3004 →3068       | 3304 →3368     | 3604 →3668     | 3404 →3468     | 3504 →3568       | 1995年4月23日                       | 元3004F           |
| ステンレス | 3069F    | 3005 →3069       | 3305 →3369     | 3605 →3669     | 3405 →3469     | 3505 →3569       | 1991年7月8日(3069-3369-3569)        | 元3005F           |
| ステンレス | 3070F    | 3006 →3070       | 3306 →3370     | 3606 →3670     | 3406 →3470     | 3506 →3570       | 1991年7月8日(3070-3570)             | 元3006F           |
| ステンレス | 3071F    | 3007 →3071       | 3307 →3371     | 3607 →3671     | 3407 →3471     | 3507 →3571       | 1992年12月2日                       | 元3007F           |

- 太字斜字:新30系先行製造車
- 太字:新30系

### 4号線・中央線
谷町四丁目駅 - 森ノ宮駅間開業に際し7000・8000形3編成が新造され、既に落成していた6本（谷町線で使用）とともに共通運用に投入された。また、30系アルミ車第1編成である3008Fも2両編成で投入されたが、間もなくして御堂筋線から転属した50系と入れ替えられた。
その後、長田延伸に伴う6両編成化および近畿日本鉄道（近鉄）東大阪線（現在のけいはんな線）直通運転開始に伴う車両確保のため、10系が投入された御堂筋線からの転属および新造が実施された。このため30系・新30系［アルミ・スキンステンレス車］全種が同時に配置され、地上区間があることから警戒色を兼ねてライト周りにも帯が入っていた。
1995年、中央線の冷房化100%達成とともに同線での運用を終了し、廃車となった。
なお、当線配置車については近鉄東大阪線直通のため、デッドマン装置、抑速ブレーキ、運転台スタフ立てが装備されていた。
| 中央線 編成一覧（1984年 - 1995年） |          |                      |                            |                            |               |               |                            |                                         |                       |
| \| 車体 \| 編成番号 \| 3000 \| 3300 \| 3600 \| 3700 \| 3400 \| 3500 \| 廃車 \| 備考 \| \| 車体 \| 編成番号 \| M1c \| M'2e \| T' \| T \| M1 \| M2ec \| 廃車 \| 備考 \| \| ---------- \| -------- \| -------------------- \| -------------------------- \| -------------------------- \| ------------- \| ------------- \| -------------------------- \| --------------------------------------- \| --------------------- \| \| アルミ \| 3034F \| 北急8001 →3026 →3034 \| 北急8301 →3326 →3813 →3334 \| 北急8601 →3626 →3814 →3634 \| 3113 →3734 \| 3213 →3434 \| 北急8501 →3526 →3817 →3534 \| 1995年5月17日 \| 元3013F+元北急8001F \| \| アルミ \| 3035F \| 3017 →3035 \| 3317 →3335 \| 3617 →3635 \| 3717 →3735 \| 3417 →3435 \| 3517 →3535 \| 1995年4月4日 \| 元3017F \| \| アルミ \| 3036F \| 3013 →3036 \| 3313 →3336 \| 3613 →3636 \| 3713 →3736 \| 3413 →3436 \| 3513 →3536 \| 1992年6月26日 \| 元3013F \| \| アルミ \| 3037F \| 北急8002 →3027 →3037 \| 北急8302 →3327 →3820 →3337 \| 北急8602 →3627 →3821 →3637 \| 3121 →3737 \| 3221 →3437 \| 北急8502 →3527 →3537 \| 1994年4月1日 \| 元3021+元北急8002F \| \| アルミ \| 3038F \| 3021 →3038 \| 3321 →3338 \| 3621 →3638 \| 3721 →3738 \| 3421 →3438 \| 3521 →3538 \| 1995年5月12日 \| 元3021F \| \| アルミ \| 3039F \| 3020 →3039 \| 3320 →3339 \| 3620 →3639 \| 3720 →3739 \| 3420 →3439 \| 3520 →3539 \| 1994年6月1日 \| 元3020F \| \| アルミ \| 3040F \| 3010 →3040 \| 3310 →3340 \| 3610 →3640 \| 3710 →3740 \| 3410 →3440 \| 3510 →3540 \| 1992年6月2日 \| 元3010F \| \| アルミ \| 3041F \| 3009 →3041 \| 3309 →3341 \| 3609 →3641 \| 3709 →3741 \| 3409 →3441 \| 3509 →3541 \| 1991年7月8日 \| 元3009F \| \| アルミ \| 3042F \| 3008 →3042 \| 3308 →3342 \| 3608 →3642 \| 3708 →3742 \| 3408 →3442 \| 3508 →3542 \| 1994年5月27日 \| 元3008F \| \| アルミ \| 3043F \| 3043 \| 3208 →3343 \| 3108 →3643 \| 3109 →3743 \| 3209 →3443 \| 3543 \| 1993年7月10日 \| 元3008F・3009F+新30系 \| \| ステンレス \| 3090F \| 3002 →3090 \| 3302 →3390 \| 3602 →3690 \| 3702 →3790 \| 3402 →3490 \| 3502 →3590 \| 谷町線へ転出 \| 元3002F \| \| ステンレス \| 3097F II \| 3097 II \| 3201 →3397 \| 3101 →3697 \| 3102 →3797 II \| 3202 →3497 II \| 3597 II \| 1993年7月23日(3397-3697-3797-3497-3597) \| 元3001F・3002F+新30系 \| |          |                      |                            |                            |               |               |                            |                                         |                       |
| 車体 | 編成番号 | 3000                 | 3300                       | 3600                       | 3700          | 3400          | 3500                       | 廃車                                    | 備考                  |
| 車体 | 編成番号 | M1c                  | M'2e                       | T'                         | T             | M1            | M2ec                       | 廃車                                    | 備考                  |
| アルミ | 3034F    | 北急8001 →3026 →3034 | 北急8301 →3326 →3813 →3334 | 北急8601 →3626 →3814 →3634 | 3113 →3734    | 3213 →3434    | 北急8501 →3526 →3817 →3534 | 1995年5月17日                           | 元3013F+元北急8001F   |
| アルミ | 3035F    | 3017 →3035           | 3317 →3335                 | 3617 →3635                 | 3717 →3735    | 3417 →3435    | 3517 →3535                 | 1995年4月4日                            | 元3017F               |
| アルミ | 3036F    | 3013 →3036           | 3313 →3336                 | 3613 →3636                 | 3713 →3736    | 3413 →3436    | 3513 →3536                 | 1992年6月26日                           | 元3013F               |
| アルミ | 3037F    | 北急8002 →3027 →3037 | 北急8302 →3327 →3820 →3337 | 北急8602 →3627 →3821 →3637 | 3121 →3737    | 3221 →3437    | 北急8502 →3527 →3537       | 1994年4月1日                            | 元3021+元北急8002F    |
| アルミ | 3038F    | 3021 →3038           | 3321 →3338                 | 3621 →3638                 | 3721 →3738    | 3421 →3438    | 3521 →3538                 | 1995年5月12日                           | 元3021F               |
| アルミ | 3039F    | 3020 →3039           | 3320 →3339                 | 3620 →3639                 | 3720 →3739    | 3420 →3439    | 3520 →3539                 | 1994年6月1日                            | 元3020F               |
| アルミ | 3040F    | 3010 →3040           | 3310 →3340                 | 3610 →3640                 | 3710 →3740    | 3410 →3440    | 3510 →3540                 | 1992年6月2日                            | 元3010F               |
| アルミ | 3041F    | 3009 →3041           | 3309 →3341                 | 3609 →3641                 | 3709 →3741    | 3409 →3441    | 3509 →3541                 | 1991年7月8日                            | 元3009F               |
| アルミ | 3042F    | 3008 →3042           | 3308 →3342                 | 3608 →3642                 | 3708 →3742    | 3408 →3442    | 3508 →3542                 | 1994年5月27日                           | 元3008F               |
| アルミ | 3043F    | 3043                 | 3208 →3343                 | 3108 →3643                 | 3109 →3743    | 3209 →3443    | 3543                       | 1993年7月10日                           | 元3008F・3009F+新30系 |
| ステンレス | 3090F    | 3002 →3090           | 3302 →3390                 | 3602 →3690                 | 3702 →3790    | 3402 →3490    | 3502 →3590                 | 谷町線へ転出                            | 元3002F               |
| ステンレス | 3097F II | 3097 II              | 3201 →3397                 | 3101 →3697                 | 3102 →3797 II | 3202 →3497 II | 3597 II                    | 1993年7月23日(3397-3697-3797-3497-3597) | 元3001F・3002F+新30系 |

- 太字:新30系
- 斜字:3042F先行製造車
- II:2代目となる編成・車両

### 5号線・千日前線
当初計画では7000・8000形が投入される予定だったが、実際に30系が投入されたのは、御堂筋線で10系・21系に置き換えられた30系が、当線を走っていた50系を置き換えるため転入した 1991年（平成3年）が最初である。全てアルミ車で全電動車の4両編成を組んでいたが、すぐに新20系の増備が進んで50系共々置き換えられることとなった。千日前線では短期間の運用にとどまり、1995年の同線の冷房化100%達成とともに運用を終了し、廃車された。
御堂筋線時代にあったライト周りの帯は、全区間地下のため転属時に撤去され、保安装置に車内信号式ATCを採用しているため、運転台には車内信号が設置された。
なお、第三軌条5路線では唯一スキンステンレス車の配置がなかった。
| 千日前線 編成一覧（1991年 - 1995年） |          |      |      |      |      |               |
| \| 車体 \| 編成番号 \| 3000 \| 3300 \| 3400 \| 3500 \| 廃車 \| \| 車体 \| 編成番号 \| M1c \| M2e \| M1 \| M2ec \| 廃車 \| \| ------ \| -------- \| ---- \| ---- \| ---- \| ---- \| ------------- \| \| アルミ \| 3011F \| 3011 \| 3311 \| 3411 \| 3511 \| 1995年6月30日 \| \| アルミ \| 3012F \| 3012 \| 3312 \| 3412 \| 3512 \| 1995年6月15日 \| \| アルミ \| 3015F \| 3015 \| 3315 \| 3415 \| 3515 \| 1995年4月5日 \| \| アルミ \| 3016F \| 3016 \| 3316 \| 3416 \| 3516 \| 1995年4月12日 \| \| アルミ \| 3018F \| 3018 \| 3318 \| 3418 \| 3518 \| 1994年6月25日 \| \| アルミ \| 3019F \| 3019 \| 3319 \| 3419 \| 3519 \| 1994年6月11日 \| \| アルミ \| 3023F \| 3023 \| 3323 \| 3423 \| 3523 \| 1995年4月4日 \| \| アルミ \| 3024F \| 3024 \| 3324 \| 3424 \| 3524 \| 1994年6月16日 \| \| アルミ \| 3025F \| 3025 \| 3325 \| 3425 \| 3525 \| 1995年6月2日 \| |          |      |      |      |      |               |
| 車体 | 編成番号 | 3000 | 3300 | 3400 | 3500 | 廃車          |
| 車体 | 編成番号 | M1c  | M2e  | M1   | M2ec | 廃車          |
| アルミ | 3011F    | 3011 | 3311 | 3411 | 3511 | 1995年6月30日 |
| アルミ | 3012F    | 3012 | 3312 | 3412 | 3512 | 1995年6月15日 |
| アルミ | 3015F    | 3015 | 3315 | 3415 | 3515 | 1995年4月5日  |
| アルミ | 3016F    | 3016 | 3316 | 3416 | 3516 | 1995年4月12日 |
| アルミ | 3018F    | 3018 | 3318 | 3418 | 3518 | 1994年6月25日 |
| アルミ | 3019F    | 3019 | 3319 | 3419 | 3519 | 1994年6月11日 |
| アルミ | 3023F    | 3023 | 3323 | 3423 | 3523 | 1995年4月4日  |
| アルミ | 3024F    | 3024 | 3324 | 3424 | 3524 | 1994年6月16日 |
| アルミ | 3025F    | 3025 | 3325 | 3425 | 3525 | 1995年6月2日  |

### 30系初期車の廃車
万博前後に大量に導入され大阪市営地下鉄全体の輸送力向上に貢献した30系であったが、新製から20年が経過する1980年代後半には、様々な改修・改良工事が施工されたにもかかわらず、後に登場した10系や20系と比較して接客設備について陳腐化が目立つようになった。特に、この時期には車両冷房化が各社で進んでいたことと、御堂筋線の混雑率が非常に高かったことから、先述の2系列と比較して冷房装置が非搭載であったことは接客面で非常に大きな格差として注目されるようになった。
このため、30系を冷房化改造することが検討されたが、全車を改造対象とした場合、膨大な費用と改造工事が必要であったこと、更に初期のアルミ車に関しては改造に伴う溶接欠陥の評価手法などが未確立の時期であったことと、新製製造時の軽量化が仇となり冷房化改造による重量の増加で車体の負担が大きくなることが予想された。これらの事情から冷房化改造は比較的車齢の若い新30系のみ行うこととなり(後述)、冷房化改造が見送られた初期車は、25年程度の車齢であったが、新20系を導入して置き換えることとなった。
廃車が始まったのは1991年（平成3年）である。御堂筋線に所属していた3019Fが千日前線に転用される際、余剰となった3119・3219・3619・3719・3819の5両が6月28日付で廃車となっており、これらが30系初期車の初の廃車となっている。これらの初期車の廃車は、1995年8月1日付で廃車された谷町線用の3087Fまで続いた。
また新30系からも、余剰となる5両が廃車された。中央線用では最終増備となる1984年製造の4両のうち、冷房化・中間車化改造された3097を除く3043・3543・3597が廃車された。特に、3043・3543は1993年7月10日付で廃車されており、約9年と歴代30系の中で最も在籍期間が短かった車両であった。谷町線用の3594・3595は編成組替による余剰廃車となった。
この一連の廃車によって30系は全363両のうち、万博開幕時に製造された280両全車と新30系5両の計285両が廃車され、1973年以降に製造された「新30系」と呼ばれるグループに属する78両が残るのみとなった。

### 新30系の冷房化・客室改良
30系のうち、新30系は車齢が若かったため冷房装置搭載の対象となった。冷房化工事は1992年から1996年にかけて施工され、20系、10系（1117F-1126F・9両編成化用増結車1901-1916）以降と同等の冷房装置が1両あたり2基ずつ搭載された。なお、本系列は改造の工数を極力減らし、また天井高さを確保する目的で屋根上に風洞が追加搭載されており、補助送風機としてファンデリアが従来設置されていた場所にローリーファンを設置し、併用する。
この改造による重量増から、アルミ車の動力台車は心皿荷重上限の制約からスキンステンレス車からの廃車発生品と交換されている。ただし、付随台車についてはFS-066A・KH-62A（局内呼称EO-30A）のまま変更されていない。
また、冷房稼働用に電動発電機を3700形（四つ橋線所属車両は3600形）に新設し、3500形に設置されていた電動発電機は撤去したほか、冷房設置と同時に各種改良工事も施工された。変更点は以下の通りである。
外観
- 側面の帯のデザインを太い路線カラーの帯の中に細い白帯が一本入るものに改め、側面全体に帯が入れられた[注 58]。またシンボルマークはドア斜め上に路線カラーと同じ色で描かれている。
- 方向幕を白地黒文字でローマ字がないものから、黒地白文字でローマ字併記のものに変更[注 59]
- 側面行先表示器の設置
- 車側表示灯の一部移設
- アルミ車とスキンステンレス車で異なっていた車両番号の掲出方法を統一し、全て青地白文字のプレートに変更[注 60]。
- 車体洗浄
- スキンステンレス車の車体下部のコルゲートを撤去[注 61]
- 前面貫通扉の窓周りの銀縁がなくなった

車内
- 座席を谷町線のラインカラーを意識した紫色に1人ごとの着席区分の柄が入ったものに変更（四つ橋線所属編成も同様）
- 座席の左右に袖仕切りを設置
- 荷物棚を従来のパイプ棚から金網棚に変更（3092F・3093F・3099Fのみ）
- 化粧板を白色のものに張り替え、側扉にも張り付け[注 62]
- 床材を大理石模様が入ったものに張り替え（乗務員室内を除く）
- 車椅子スペースを各車両1か所に設置 (3000形のみ大日・住之江公園寄り、それ以外の形式は八尾南・西梅田寄り)
- 貫通路妻引き戸を窓ガラスが大型化されたものに交換
- 運転台表示灯の更新
- アルミ車のみ試験的に取り付けていた側窓自動開閉機構を撤去

これらの工事の施工にあたって、初期製造の30系と編成を組んでいた車両は、編成組み替えの実施によって新30系で統一された編成を組むようになった。このとき、中間車化改造された先頭車や、電装解除された中間車もある。改造後は四つ橋線と谷町線に配置されたが、のちに谷町線に集結した。
| 谷町線 編成一覧（1995年 - 2013年） |          |            |            |               |                |                      |            |                |                          |                    |
| \| 車体 \| 編成番号 \| 1号車 3000 \| 2号車 3300 \| 3号車 3600 \| 4号車 3700 \| 5号車 3400 \| 6号車 3500 \| 廃車 \| 代替で導入された 30000系 \| 備考 \| \| 車体 \| 編成番号 \| M1c \| M'2e \| T' \| T \| M1 \| M2ec \| 廃車 \| 代替で導入された 30000系 \| 備考 \| \| ---------- \| -------- \| ---------- \| ---------- \| ------------- \| -------------- \| -------------------- \| ---------- \| -------------- \| ------------------------ \| ------------------ \| \| アルミ \| 3044F \| 3044 \| 3344 \| 3644 \| 3744 \| 3444 \| 3544 \| 2013年1月13日 \| 32609F \| 新製配置 \| \| アルミ \| 3045F \| 3045 \| 3345 \| 3645 \| 3745 \| 3445 \| 3545 \| 2013年10月7日 \| 32612F \| 新製配置 \| \| アルミ \| 3046F \| 3046 \| 3346 \| 3646 \| 3746 \| 3446 \| 3546 \| 2012年11月3日 \| 32608F \| 新製配置 \| \| アルミ \| 3047F \| 3047 \| 3347 \| 3647 \| 3747 \| 3447 \| 3547 \| 2013年6月15日 \| 32611F \| 新製配置 \| \| アルミ \| 3048F \| 3048 \| 3348 \| 3648 \| 3748 \| 3448 \| 3548 \| 2011年12月17日 \| 32606F \| 新製配置 \| \| アルミ \| 3049F \| 3049 \| 3349 \| 3649 \| 3749 \| 3449 \| 3549 \| 2013年10月13日 \| 32613F \| 新製配置 \| \| ステンレス \| 3059F \| 3059 \| 3359 \| 3364 →3659 II \| 3659 →3759 \| 3459 \| 3559 \| 2009年3月31日 \| 32601F \| 元四つ橋線 \| \| ステンレス \| 3060F \| 3060 \| 3360 \| 3365 →3660 II \| 3660 →3760 \| 3460 \| 3560 \| 2010年3月31日 \| 32602F \| 元四つ橋線 \| \| ステンレス \| 3061F \| 3061 \| 3361 \| 3366 →3661 II \| 3661 →3761 \| 3461 \| 3561 \| 2010年6月12日 \| 32603F \| 元四つ橋線 \| \| ステンレス \| 3089F \| 3089 \| 3389 \| 3689 \| 3789 \| 3489 \| 3589 \| 2010年7月31日 \| 32604F \| 新製配置 \| \| ステンレス \| 3092F \| 3092 \| 3392 \| 3698 →3692 II \| 3394 →3792 II \| 3094 II → (3492 II) \| 3592 \| 2011年9月24日 \| 32605F \| 編成組替 \| \| ステンレス \| 3093F \| 3093 \| 3393 \| 3363 →3693 II \| 3362 →3793 II \| 3097 II → (3493 II) \| 3593 \| 2013年3月2日 \| 32610F \| 元四つ橋線・中央線 \| \| ステンレス \| 3099F II \| 3099 II \| 3399 \| 3398 →3699 II \| 3395 →3799 III \| 3095 II → (3499 III) \| 3599 II \| 2012年1月8日 \| 32607F \| 編成組替 \| |          |            |            |               |                |                      |            |                |                          |                    |
| 車体 | 編成番号 | 1号車 3000 | 2号車 3300 | 3号車 3600    | 4号車 3700     | 5号車 3400           | 6号車 3500 | 廃車           | 代替で導入された 30000系 | 備考               |
| 車体 | 編成番号 | M1c        | M'2e       | T'            | T              | M1                   | M2ec       | 廃車           | 代替で導入された 30000系 | 備考               |
| アルミ | 3044F    | 3044       | 3344       | 3644          | 3744           | 3444                 | 3544       | 2013年1月13日  | 32609F                   | 新製配置           |
| アルミ | 3045F    | 3045       | 3345       | 3645          | 3745           | 3445                 | 3545       | 2013年10月7日  | 32612F                   | 新製配置           |
| アルミ | 3046F    | 3046       | 3346       | 3646          | 3746           | 3446                 | 3546       | 2012年11月3日  | 32608F                   | 新製配置           |
| アルミ | 3047F    | 3047       | 3347       | 3647          | 3747           | 3447                 | 3547       | 2013年6月15日  | 32611F                   | 新製配置           |
| アルミ | 3048F    | 3048       | 3348       | 3648          | 3748           | 3448                 | 3548       | 2011年12月17日 | 32606F                   | 新製配置           |
| アルミ | 3049F    | 3049       | 3349       | 3649          | 3749           | 3449                 | 3549       | 2013年10月13日 | 32613F                   | 新製配置           |
| ステンレス | 3059F    | 3059       | 3359       | 3364 →3659 II | 3659 →3759     | 3459                 | 3559       | 2009年3月31日  | 32601F                   | 元四つ橋線         |
| ステンレス | 3060F    | 3060       | 3360       | 3365 →3660 II | 3660 →3760     | 3460                 | 3560       | 2010年3月31日  | 32602F                   | 元四つ橋線         |
| ステンレス | 3061F    | 3061       | 3361       | 3366 →3661 II | 3661 →3761     | 3461                 | 3561       | 2010年6月12日  | 32603F                   | 元四つ橋線         |
| ステンレス | 3089F    | 3089       | 3389       | 3689          | 3789           | 3489                 | 3589       | 2010年7月31日  | 32604F                   | 新製配置           |
| ステンレス | 3092F    | 3092       | 3392       | 3698 →3692 II | 3394 →3792 II  | 3094 II → (3492 II)  | 3592       | 2011年9月24日  | 32605F                   | 編成組替           |
| ステンレス | 3093F    | 3093       | 3393       | 3363 →3693 II | 3362 →3793 II  | 3097 II → (3493 II)  | 3593       | 2013年3月2日   | 32610F                   | 元四つ橋線・中央線 |
| ステンレス | 3099F II | 3099 II    | 3399       | 3398 →3699 II | 3395 →3799 III | 3095 II → (3499 III) | 3599 II    | 2012年1月8日   | 32607F                   | 編成組替           |

- (太字) :運転台を撤去し中間車化改造した車両
- 太字斜字:新30系先行製造車
- 太字:新30系
- II:2代目となる編成・車両
- III:3代目となる車両

### 冷房化改造・客室改良車の廃車
冷房化改造・客室改良により残存した新30系についても、30系と同時期に製造され、冷房化改造と客室改良を一部編成に施工して堺筋線で使用されていた60系が2003年11月をもって全廃となると、大阪市交通局が所有する車両として最後の抵抗制御で回生ブレーキを持たない形式となり、10系、20系、新20系などといったチョッパ制御やVVVFインバータ制御を採用し、回生ブレーキを備えた省エネ車両との消費電力の差が顕著になったうえ、車齢が30年を超えると走行機器や冷房機器の老朽化による故障が頻繁に発生するようになった。このため、大阪市交通局は2009年3月18日より30000系を谷町線に導入、営業運転を開始し、2013年12月までに新30系を全車置き換えていくことが発表された。これに伴い2008年度末の3059Fから再び廃車が始まり、それ以降は30000系の増備と並行して内部の骨組みが鋼製で老朽化が著しかったスキンステンレス車から優先的に廃車されていった。2011年度には、これまで置き換えのさなか検査期限を迎えた一部の編成に対し全般検査を施工していたが、7月5日に出場したアルミ車の3045Fをもって終了し、12月からは3048Fを皮切りにアルミ車の廃車も開始された。
2011年3月11日に発生した東北地方太平洋沖地震（東日本大震災）後に日本国内の原子力発電所が安全審査のため停止したことなどによって電力危機に陥り、関西電力は6月10日付けで管内の企業や家庭に対し、15％の節電要請（法的強制力なし）を行った。これにより大阪市交通局も節電対策を行い、節電対策の一環として、日中時間帯の運用をすべて省エネ車両に統一することになった。前述の通り抵抗制御で回生ブレーキを持たない非省エネ車である本形式については、これまで省エネ車である新20系や30000系とともになんの制限もなく全ての時間帯において稼働していたものの、30000系の増備により廃車が進んで本数も減少してきたことから、2011年度以降の夏季については基本的に日中時間帯は稼働せず、平日朝夕ラッシュ時を中心とした運用が組まれるようになった。
2012年度末にはスキンステンレス車として最後まで残存していた3093Fが廃車になり、スキンステンレス車が消滅した。アルミ車についても、2013年度には6月に3047Fが廃車となったことで、残るは3045Fと3049Fのみとなった（後述）。

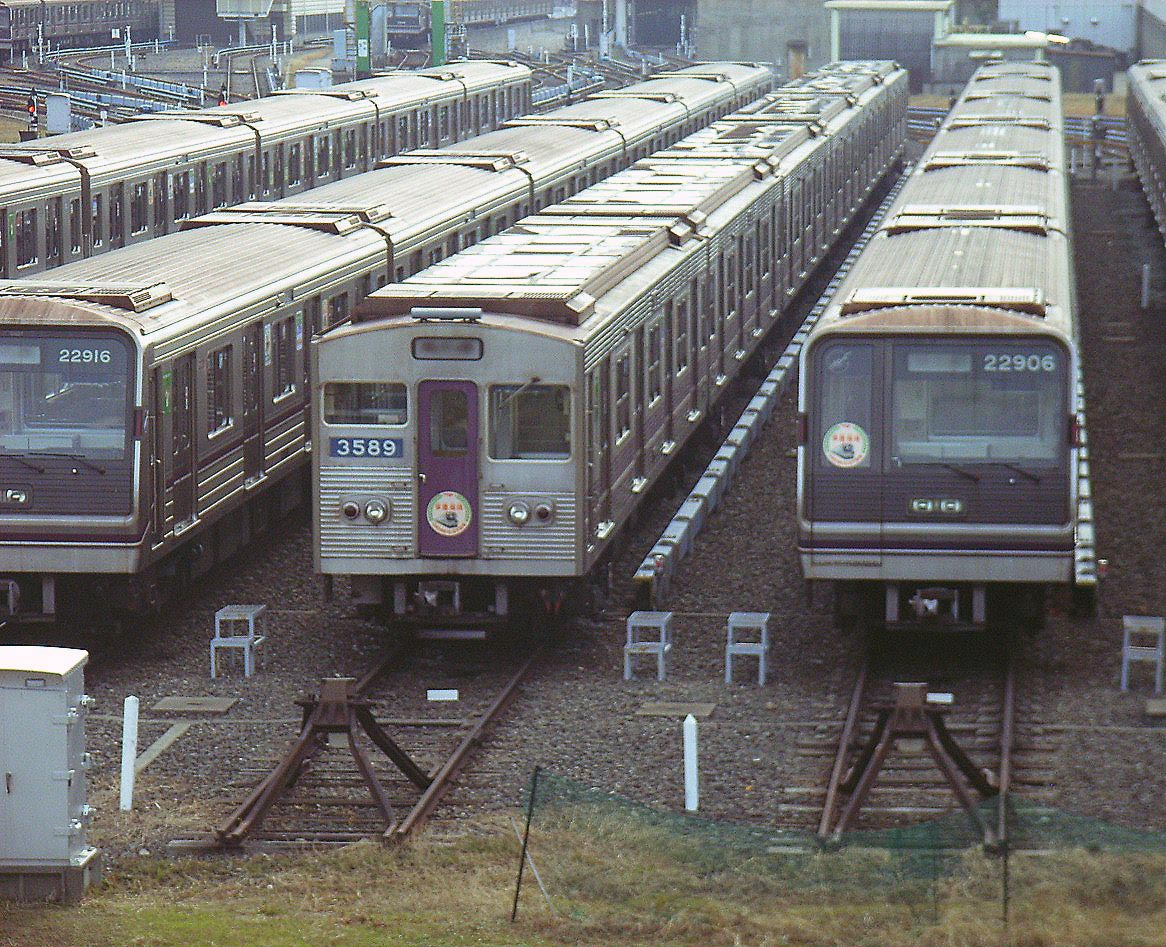
晩年のステンレス車 両隣の新車（22系）と異なり、冷房装置間が新設の屋上ダクトで繋がっている。
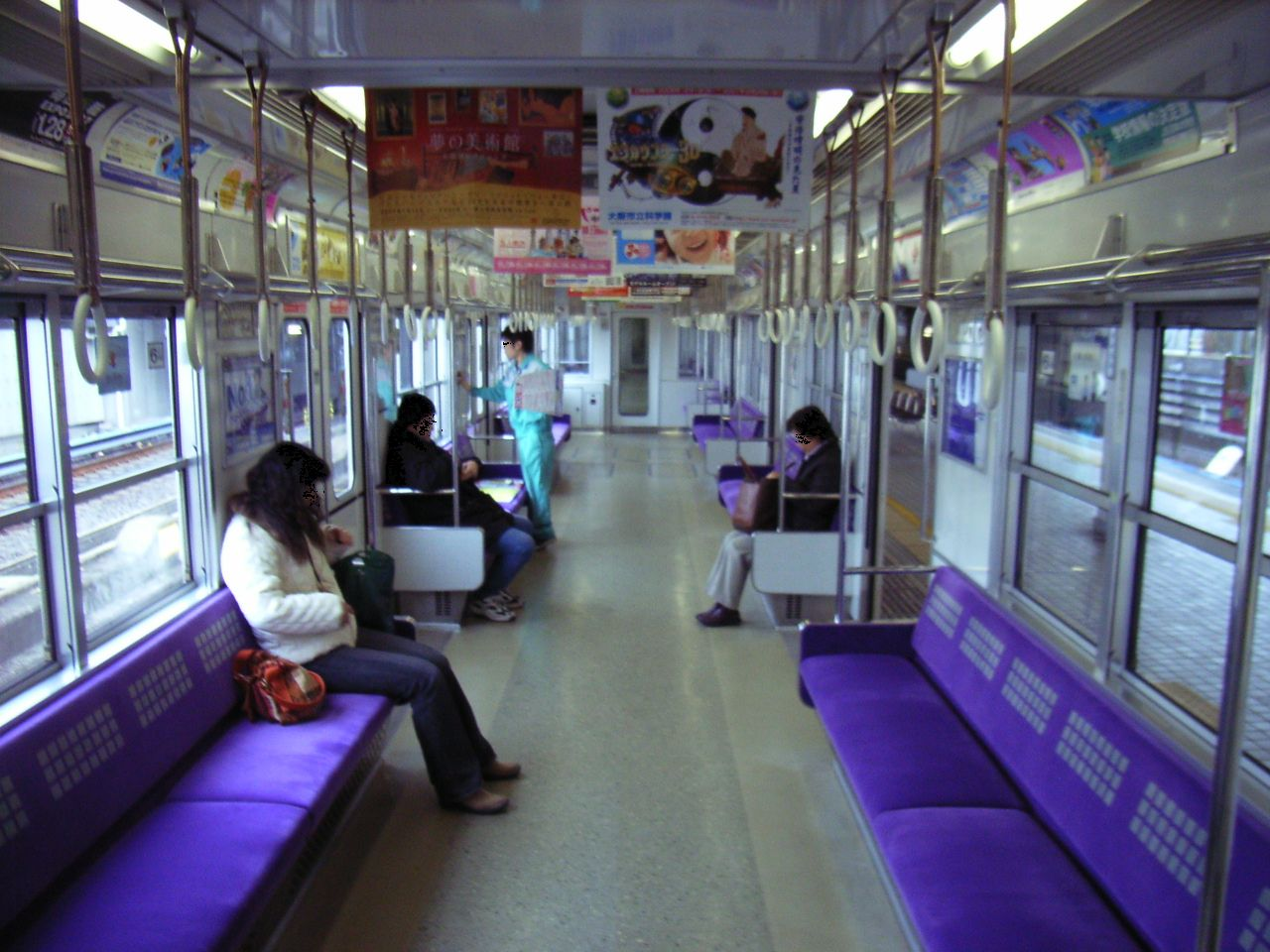
アルミ車の室内 紫色の座席（他形式は茶色）が特徴。
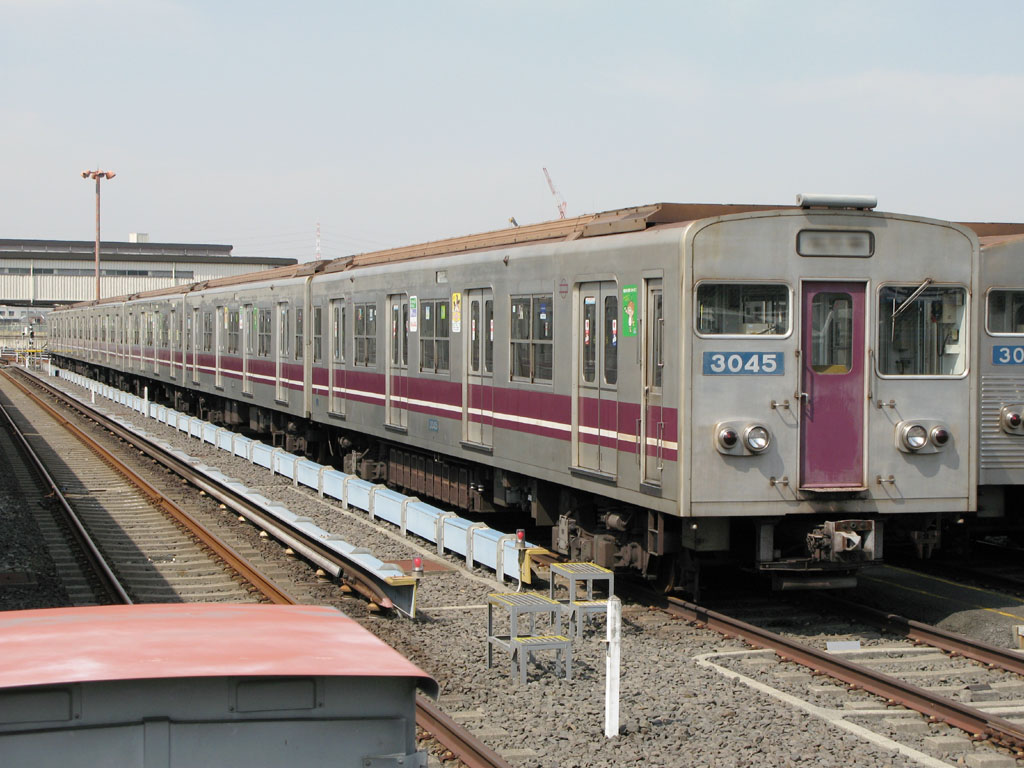
30系アルミ車・冷房改造車
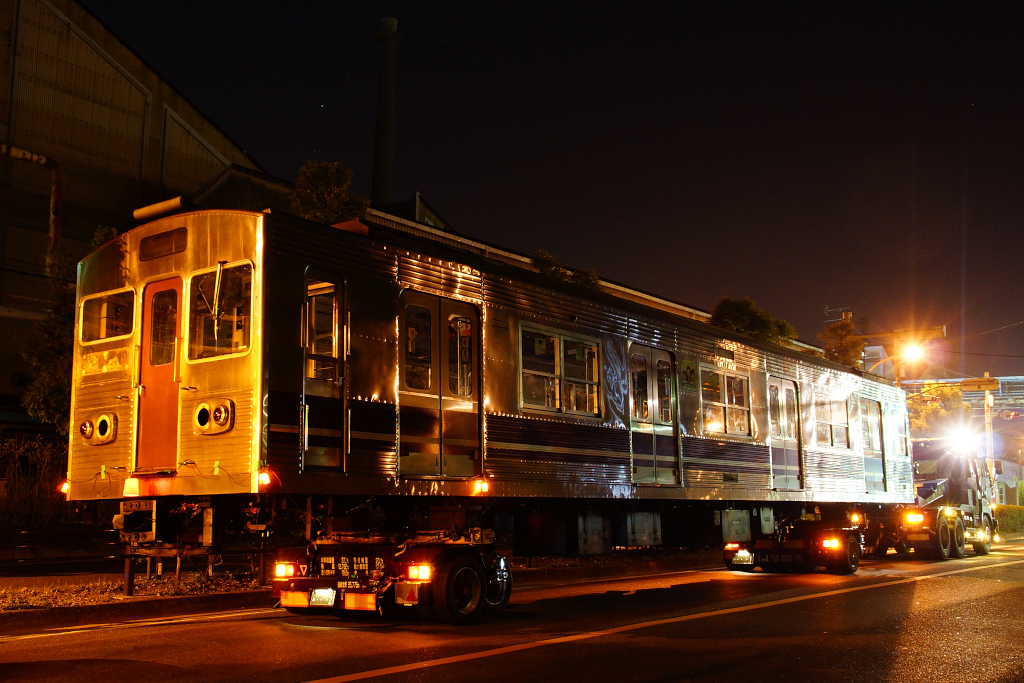
トレーラーによって牽引される廃車車両（ステンレス車・第93編成）

運転終了
2013年8月23日の報道発表において、30系の運用を終了する旨と、大阪市営交通110周年記念事業イベントの一環として、最後まで残った3045F・3049Fを使用した30系の引退記念イベントの開催を発表した。営業運転終了に至るまでの経緯ならびに記念行事の内容は概ね以下の通りである。
- 8月25日から「さよなら30系」ヘッドマークを掲出[7]。なお、9月6日までは「さよなら30系 Last Run」と書かれたヘッドマークを掲出して運用されていたが、9月8日より「さよなら30系 たくさんのご乗車ありがとうございました」と書かれた30系アルミ車のイラスト入りヘッドマークに変更された[8][注 66]。
- 2013年8月25日から9月29日までの日曜日の日中時間帯に、30系を大日駅 - 八尾南駅間3往復の固定ダイヤで運転[注 67]。
- 同年9月14日には大日検車場 → 八尾車庫・八尾車庫間 → 大日検車場間で、3049Fを使用した臨時列車「30系谷町急行」（事前応募制）を運転[9]。

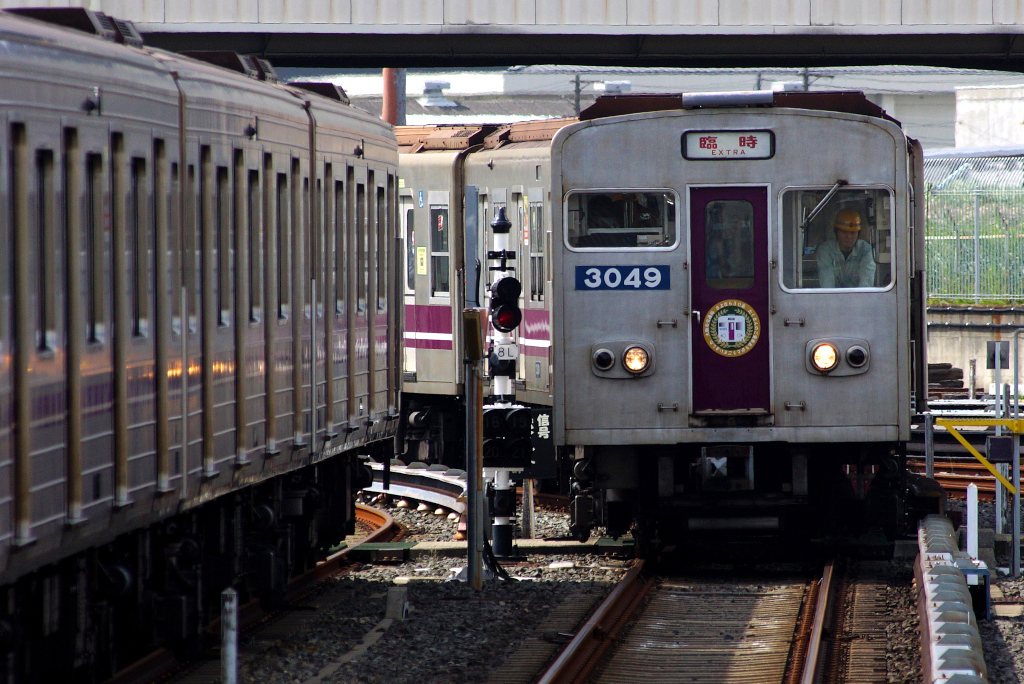
30系車両を用いた「谷町急行」充当時

ヘッドマークが掲出された2編成のうち、3045Fは同年9月27日の朝ラッシュ時の運用をもって一般の営業運転を終え、3049Fについても同年10月4日の朝ラッシュ時の運用を最後に営業運転を終えた。そして、同月6日に大日検車場 - 谷町四丁目駅 - 森ノ宮駅間でさよなら運転（事前応募制）が行われた。さよなら運転には車内装飾（後述）などの各種整備を施した3045Fが使用され、出発式では運転士・車掌への花束贈呈も行われた。そして、さよなら運転終了後は、森之宮検車場 - 大阪港駅間を回送列車として1往復した。
なお、「30系谷町急行」と、「さよなら運転」では、それぞれ充当された編成の車内に装飾が施され、一部整備も併せて行われた。それらについては以下の通りである。
- 黒ずんでいた前面方向幕ガラスの洗浄（「30系谷町急行」・「さよなら運転」共通）
- 車内の戸袋部のポスター広告の部分に大阪市交通局が過去に撮影した写真や、「さよなら30系」ヘッドマークのイラストを掲示（「30系谷町急行」・「さよなら運転」共通）
- 車内の中吊り広告を撤去し、撤去した部分に大阪市交通局職員などから募集した写真を掲示（「さよなら運転」のみ）

3045Fは同年10月7日付で廃車となった。3049Fも同月13日付で廃車され、同月16日 - 18日の深夜にリサイクル工場へと搬出された。これにより、30系は緑木検車場に保存されている3062号車と、森之宮検車場に保存されている3008号車を残して姿を消し、大阪市交通局が所有する地下鉄車両はすべてチョッパ制御またはVVVFインバータ制御で回生ブレーキを備えた車両となり、省エネ車率100%を達成した。

## 保存車
3042号車が森之宮車両管理事務所で、3062号車が緑木車両管理事務所で静態保存されている。いずれも通常は非公開であるが、3042号車は2008年3月23日に開催された地下鉄開業75周年記念イベント「なつかし車両まつりin森之宮」において、初めて一般公開された。3062号車は緑木車両管理事務所の鉄道の日のイベントで公開されている。

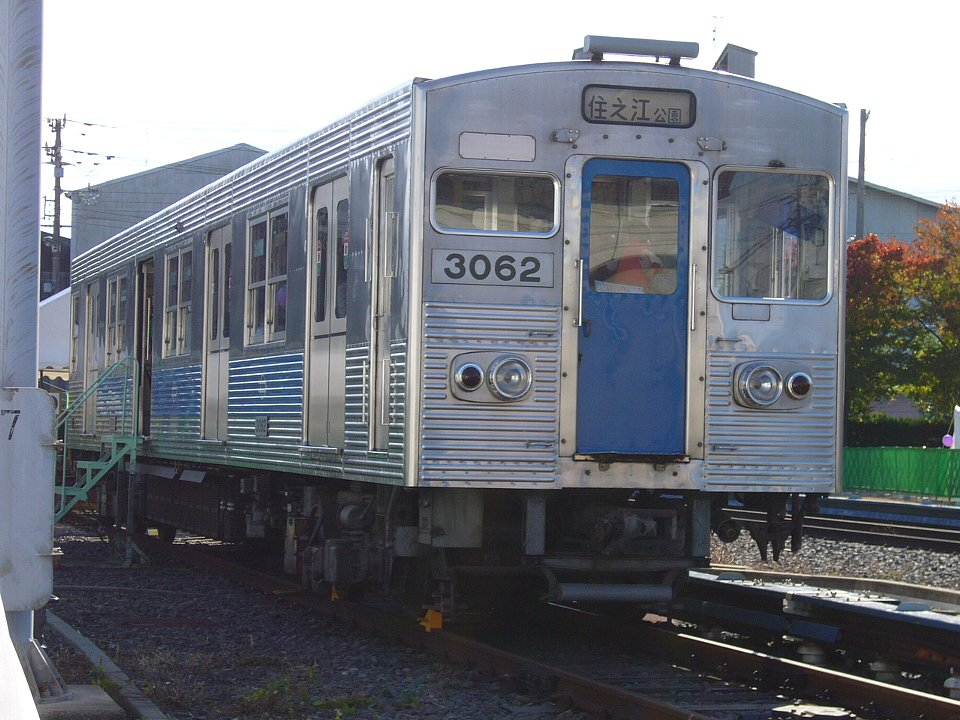
元7001形の3062号車 （静態保存時代 緑木検車場にて）
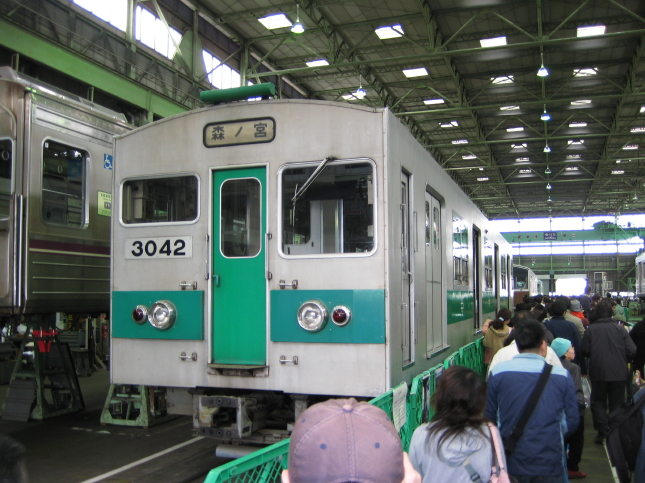
森之宮車両管理事務所に静態保存されている3042号車 （2008年3月23日 なつかし車両まつりin森之宮にて）
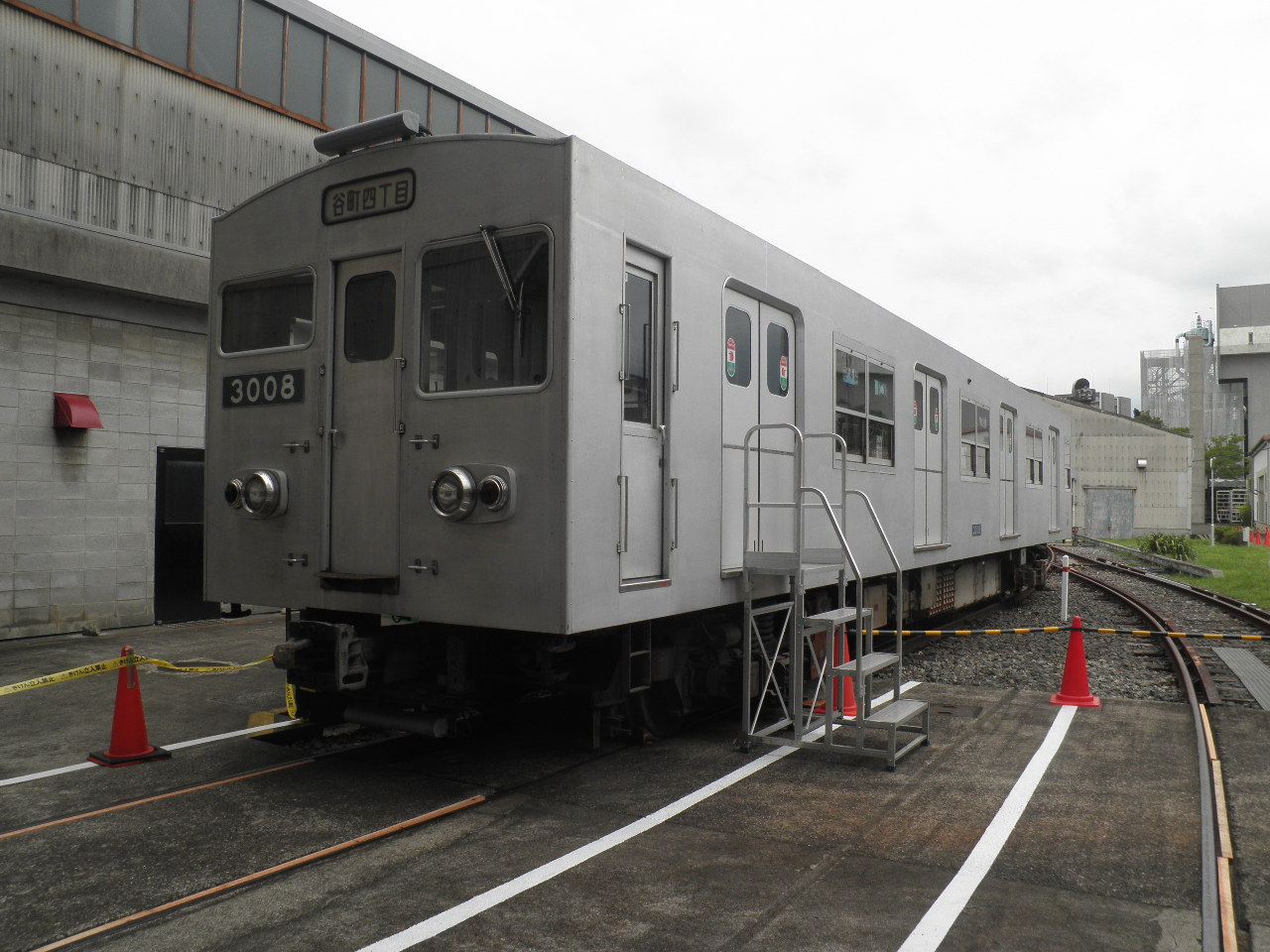
製造当時の姿に復元された3008（後の3042）号車

なお、3042号車は後に登場時の3008号車に復元された。この際にラインカラーは全て剥がされ、貫通扉を新製当時の無塗装の小窓の扉に似せて復元され、前照灯まわりの警戒色帯も取り外された。また、3062号車は2013年にレストアされ、走行展示を行っている。
浅香中央公園（我孫子検車場跡地）に3011号車（我孫子検車場の最終出場車両）の車両番号プレートと車輪が展示されている。
また、中百舌鳥検車場に隣接する大阪市高速電気軌道教習センターにおいて、新30系アルミ車の前頭部を模した運転シミュレーターが保管されている。
新30系で保存された車両は存在しない。